# Königsgräber von Ur
Koordinaten: 30° 57′ 41″ N, 46° 6′ 22″ O
Der Königsfriedhof von Ur, manchmal auch Königsgräber von Ur, ist ein in Tell el-Muqejjir gefundenes frühdynastisches Gräberfeld, in welchem neben einer Vielzahl von Privatpersonen auch Eliteangehörige bestattet wurden, darunter vermutlich mehrere Könige der 1. Dynastie von Ur. Die dortigen Grabanlagen wurden von 1926 bis 1934 durch Charles Leonard Woolley ausgegraben, wobei er auf einige besonders reich ausgestattete Bestattungen traf. Sie zählen bis heute zu den bedeutendsten Befunden aus Mesopotamien. Die Funde befinden sich im Iraq-Museum, British Museum und University Museum Philadelphia.
Der Friedhof wurde in der ersten Hälfte des 3. Jahrtausends v. Chr. südöstlich des späteren Tempelbezirks angelegt. Der Friedhof wurde auch noch in der Akkadzeit und während der 3. Dynastie von Ur genutzt. Die als Königsgräber bezeichneten Bestattungen sind in der Zeit zwischen ca. 2600 und 2450 (jünger-Frühdynastisch) angelegt worden. In unmittelbarer Nachbarschaft der Königsgräber befanden sich einfachere Bestattungen von Einwohnern Urs, östlich und westlich wurde der Friedhof durch Abhänge begrenzt.
Obwohl manche Gräber bereits in der Antike ausgeraubt wurden, sind die Bestattungssitten in Ur anhand der erhaltenen Überreste Gegenstand umfangreicher Forschungen. Besonders auffällig ist dabei, dass es sich bei den Königsbestattungen offensichtlich um Gefolgschaftsbestattungen handelt. In den Grabschächten der Königsgräber fanden sich Skelette von Soldaten, Dienerinnen und Dienern sowie komplette Wagen mit Rindergespannen. Das am besten bekannte Grab ist PG 800 der Königin Puabi, in welchem ihr berühmter Kopfschmuck gefunden wurde. Zu den berühmtesten Funden aus den Königsgräbern zählen ferner die Standarte von Ur sowie der Helm des Meskalamdug.

## Grabungsgeschichte
Die ersten Gräber des Königsfriedhofs wurden schon in der ersten Woche der ersten von Woolley geleiteten Grabungskampagne im Herbst 1922 in einem Suchgraben entdeckt. Man fand in unterschiedlichen Tiefen Lehm- und Steingefäße, Bronzewerkzeuge bzw. -waffen, Perlen und Ornamente aus Karneol, Lapislazuli und Gold. Obwohl Woolley keine Knochen erkennen konnte, interpretierte er die Befunde als Gräber. Nach eigenen Angaben wollte er die Arbeiten an dieser Stelle erst fortführen, wenn die Grabungsarbeiter mehr Erfahrung gesammelt hätten.
Ab der Kampagne 1926/27 wurden die Grabungen im Bereich des Friedhofs wiederaufgenommen und bis 1929/30 jährlich fortgeführt. Weitere Gräber wurden während der Kampagne 1931/32 freigelegt. Pro Kampagne wurden zwischen 300 und 600 Gräber freigelegt, insgesamt 1850 bis zum Abschluss des 1934 erschienenen Grabungsberichtes. Nach dem Abschluss des Manuskripts Ende 1932 wurden bis 1934 ca. 260 weitere Gräber ausgegraben. Woolley selber nahm an, dass der ursprüngliche Friedhof noch deutlich mehr Gräber umfasst hat.
Die Grabungen wurden von jeweils mehr als 100 Arbeitern unter Leitung von 2 oder 3 Archäologen durchgeführt. Dieses zur damaligen Zeit in Vorderasien übliche Vorgehen führte dazu, dass der genaue Kontext von Funden (vor allem bei den weniger reich ausgestatteten Gräbern) nicht immer klar dokumentiert werden konnte.

## Lage im Stadtgebiet

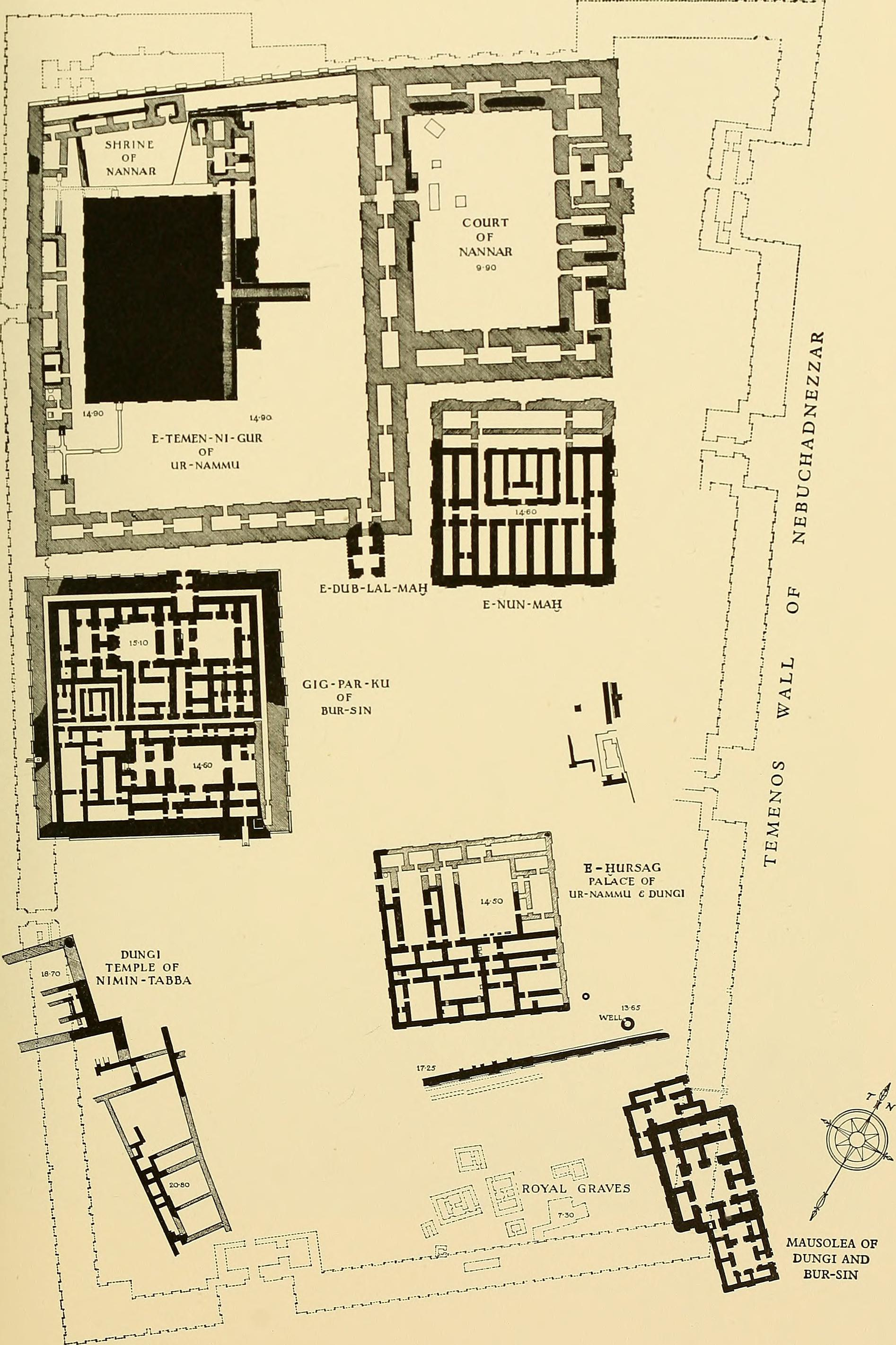
Plan des Tempelbezirkes von Ur. Die Lage der Königsgräber ist unten rechts eingezeichnet.

Die Gräber lagen in unterschiedlicher Tiefe unter der südöstlichen Seite des spätbabylonischen Tempelbezirks. Teilweise lagen sie auch unterhalb der unter Nebukadnezar II. angelegten Umfassungsmauer des Tempelbezirks. Zur Zeit der Anlage des Friedhofs muss dieser außerhalb des Tempelbezirkes gelegen haben, eine nur in Teilen nachgewiesene Mauer nordwestlich des Friedhofs wird von Woolley als Begrenzung des Tempelbezirks im 3. Jt. angenommen.
Im Südwesten wurden wahrscheinlich die originalen Grenzen des Friedhofs gefunden, im Nordwesten hingegen wurde das Gebiet durch die Terrassenmauern des im einundzwanzigsten Jahrhundert v. Chr. unter Ur-Namma angelegten Eḫursag geschnitten. Weiterhin wurde der Friedhof im Nordosten durch weitere Gebäude der Ur-III-Zeit incl. der Mausoleen der Ur-III-Könige eingegrenzt. Laut Woolley wurden die vorherigen Gräber dort mindestens teilweise zerstört und geplündert.
Das Gelände ist bereits seit dem frühen 3. Jt.v. Chr. als Friedhof genutzt worden. Zwischen ca. 2800 und 2600 v. Chr. sind allerdings keine Bestattungen nachweisbar. Die Gräber sind in Schuttschichten eingetieft, die sich im Lauf von Jahrhunderten angesammelt haben müssen. Diese Schuttschichten bestehen aus einer Mischung von Erde, Asche, Siedlungsabfällen und Bauschutt. Da in einigen dieser Schichten große Mengen von Abrollungen von Rollsiegeln gefunden wurden, hat Woolley diese als Seal Impression Strata (Siegelabdruckschichten) bezeichnet. Der offizielle Charakter einiger der hier verwendeten Siegel deutet an, dass diese Siegelungen im Tempelbezirk entstanden sind und nach ihrer Nutzung mit anderen Abfällen entsorgt worden sind.

## Typologie der Gräber
Bei den Ausgrabungen des Areals des Friedhofes von Ur fand Woolley 1850 Gräber, von denen er 16 als sogenannte „Königsgräber“ interpretierte. Diese unterschieden sich in einigen Punkten von den restlichen Bestattungen. So weisen diese überwiegend ein Grabgebäude, bestehend aus einer bis vier Kammern, auf. In diesem wurde die bestattete Person mit den Grabbeigaben aufgefunden. Die Grabanlagen wiesen in den meisten Fällen noch einen Schacht auf, auf dessen Boden sich weitere Beigaben sowie einige Gefolgschaftsbestattete (s. u.) befanden. Die Anzahl der Gefolgebestattungen variiert in den verschiedenen „Königsgräbern“ zwischen sechs und 73.
Neben diesen wurde noch eine große Anzahl an privaten Gräbern ausgegraben. Sie unterscheiden sich zwar durch reichere und ärmere Ausstattung, sind aber alle ähnlich aufgebaut. Die Toten wurden in einer rechteckigen Grube bestattet, welche im Durchschnitt 1,5 m × 0,45 m groß war. Es wurden auch erheblich kleinere und größere Gruben entdeckt. Die Wände und Böden der Gruben waren mit Schilfmatten bedeckt, auf welchen der/die Bestattete lag. Während manche in einem hölzernen Sarg beerdigt wurden (Woolley hat dies als Zeichen größeren Reichtums interpretiert), waren viele Leichen nur in Schilfmatten eingewickelt, welche mithilfe von Schnüren oder Kupferstiften um die Leiche gewickelt wurden. Der Unterschied zwischen ärmer und reicher ausgestatteten Gräbern wird auch durch Grabbeigaben und die Tiefe der Bestattung deutlich. Reicher ausgestattete Gräber wurden überdurchschnittlich tief angelegt.

## Gefolgschaftsbestattung
Auffälliges Kennzeichen der von Woolley als Königsgräber identifizierten Bestattungen des Königsfriedhofs sind menschliche Skelette, die oft außerhalb der Grabkammern und stets außerhalb der Sarkophage oder Bahren gefunden wurden, in bzw. auf denen die Hauptbestatteten beigesetzt worden waren. Die Leichen dieser Skelette sind offenbar in einem engen zeitlichen Zusammenhang mit den Hauptbestattungen in die Gräber gekommen. Im Allgemeinen wird angenommen, dass es sich bei diesen Skeletten um die Überreste von Gefolge der Hauptbestatteten gehandelt hat und dass diese Personen im Zusammenhang mit der Hauptbestattung gestorben sind und als menschliche Beigaben mit in das Grab gekommen sind. Die Zahl des Gefolges beträgt im Königsfriedhof zwischen 3 und 73. Seit der Publikation des Königsfriedhofs durch Woolley 1934 hat es eine Reihe von Rekonstruktions- und Erklärungsversuchen für das Bestattungsritual und die damit verbundene Gefolgebestattung gegeben. Eine Deutung wird durch den Umstand erschwert, dass es in den erhaltenen Texten aus dem antiken Mesopotamien keine eindeutigen schriftlichen Erwähnungen von Gefolgebestattung oder Menschenopfern im Zusammenhang mit dem Tod eines Herrschers gibt. Auch fehlen enge Parallelen aus anderen Fundorten. Zwar lässt sich Gefolgebestattung beispielsweise im sogenannten Königsgrab von Arslantepe VIB aus dem frühen 3. Jahrtausend v. Chr. oder im Friedhof von Umm el-Marra (Nordsyrien; ca. 2400 v. Chr.) nachweisen, sie ist insgesamt im antiken Vorderasien aber nur sehr selten belegt.
Woolley nahm an, dass es sich bei den Menschen des bestatteten Gefolges um die Diener und Dienerinnen der verstorbenen Könige gehandelt habe, die ihren verstorbenen Herren freiwillig ins Grab gefolgt seien und dort durch das Trinken eines Gifttranks gestorben seien. Zu dieser Deutung trug auch bei, dass bei vielen der Skelette aus den Gräbern PG 789 und PG 1237 in den Händen gehaltene Becher gefunden wurden.
Zu Beginn des 21. Jh. sind Skelettreste aus dem Königsfriedhof, die in die Museen in Philadelphia und London gelangt waren, mit neueren naturwissenschaftlichen Methoden anthropologisch untersucht worden. Bei diesen Analysen wurde untersucht, welche Hinweise auf die Todesursache der Gefolgschaftsbestatteten ermittelt werden können, welcher soziale Status für sie angenommen werden kann und ob es Hinweise auf eine Konservierung der Leichname in den Gräbern gibt. Die Ergebnisse dieser Untersuchungen waren allerdings nicht einheitlich. Zwei in Philadelphia untersuchte Schädel wiesen schwere Kopfverletzungen auf, die auf einen Schlag mit einem spitzen Gegenstand zurückzuführen sind und als Todesursache angenommen werden können. Bei den in London untersuchten Skelettresten fanden sich hingegen keine Hinweise auf Gewalteinwirkung an den Skeletten. In beiden Museen ergaben sich Hinweise auf eine Erhitzung der Leichen, die als Maßnahme zur Verzögerung der Verwesung interpretiert worden ist. Dies könnte darauf hindeuten, dass die in den Grabschächten niedergelegten Leichen des Gefolges für eine gewisse Zeit offen gelegen haben und sichtbar gewesen sind. Einige der untersuchten Skelette (darunter die Mehrzahl der Skelette aus den großen Death Pits) haben zu Menschen gehört, die in ihrem Leben gut versorgt waren und wenig körperliche Arbeit verrichtet haben und daher mit einiger Wahrscheinlichkeit als Angehörige von Elitehaushalten angesprochen werden können. Dafür spricht auch die reiche Ausstattung (Schmuck, bei Männern Waffen) vieler Gefolgebestattungen. Andere Skelette zeigen hingegen Spuren schwerer körperlicher Arbeit und könnten daher einer weniger privilegierten Schicht angehört haben.
Viele Fragen zu den Gefolgebestattungen in Ur sind in der Forschung nicht abschließend geklärt. Dazu gehört die Frage, ob die Angehörigen des Gefolges freiwillig oder gezwungen in den Tod gegangen sind. Auch die Gründe, die zu dem in dieser ausführlichen und regelmäßig praktizierten Form nur im Königsfriedhof von Ur belegten Ritual der Gefolgebestattung geführt haben, sind, ebenso wie die Aufgabe der Gefolgebestattung bei späteren Herrscherbestattungen, keineswegs klar.

## Die einzelnen Königsgräber

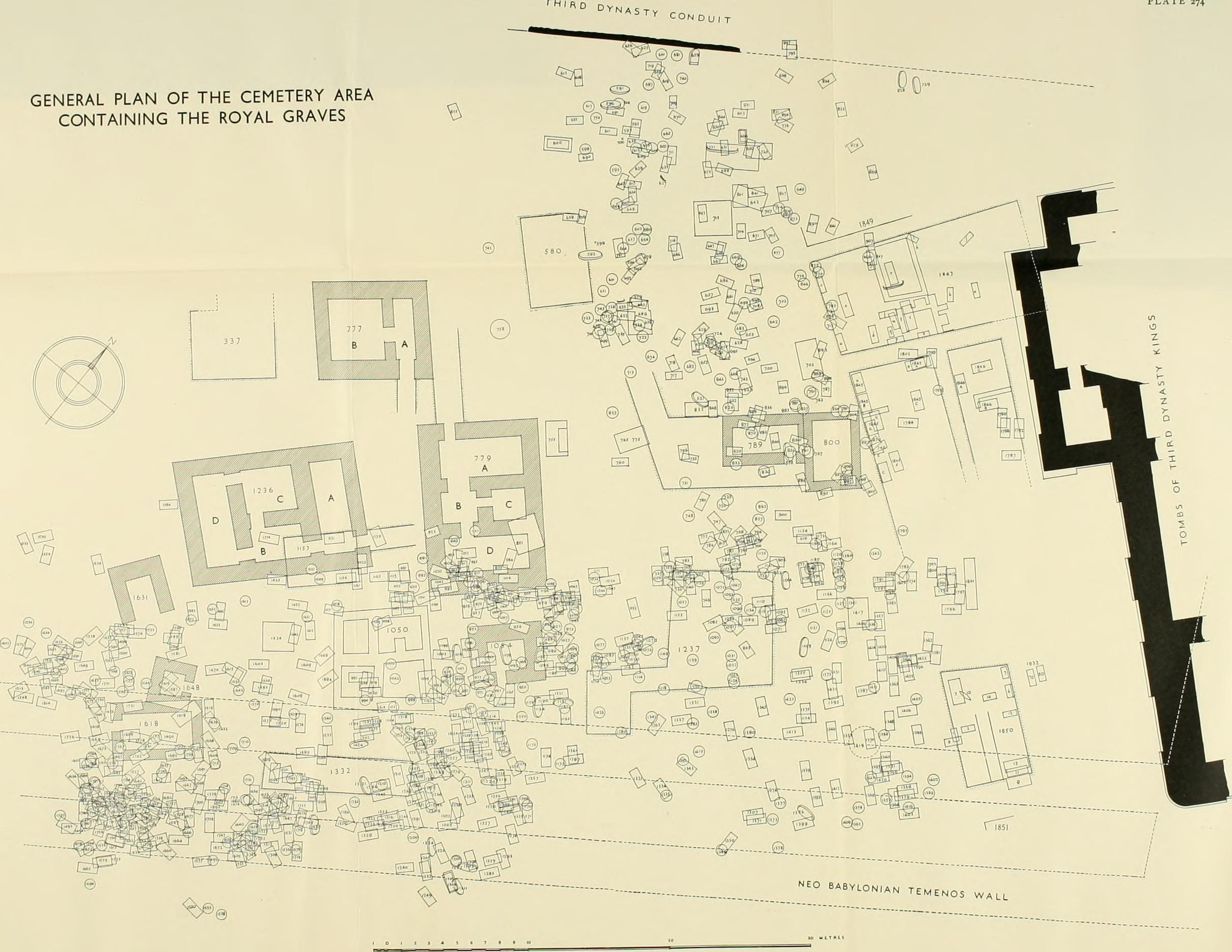
Plan des Königsfriedhofs mit Einzeichnung der Königsgräber

Nachfolgend sind die von Woolley als Königsgräber identifizierten Anlagen sowie offenkundig zugehörige Gräber aufgeführt. PG 755 ist von Woolley nicht als Königsgrab bezeichnet worden, es ist aufgrund seiner reichen Ausstattung aber als zugehörig anzusehen. Auch PG 55 und PG 1130 sind hier zu Woolleys Liste hinzugefügt worden. Julian Reade hat versuchsweise eine Zuordnung einzelner Königsgräber zu inschriftlich bekannten Personen aus Ur vorgenommen. Diese Zuordnung ist in den meisten Fällen nicht sicher belegt.
| Grabnummer | Zuordnungsversuch (Reade)                                                                  | Zustand                                                  | Umfang der Gefolgschaft               |
| ---------- | ------------------------------------------------------------------------------------------ | -------------------------------------------------------- | ------------------------------------- |
| PG 55      | Königin, Frau von A'anepada                                                                | ausgeraubt, wahrscheinlich einst sehr reich ausgestattet | ?                                     |
| PG 337     | Königin, zweite Frau von Akalamdug                                                         | ausgeraubt                                               | 3                                     |
| PG 580     | möglicherweise A'anepada, König, Sohn von Mesannepada.                                     | gestört                                                  | ?                                     |
| PG 755     | König (?) Meskalamdug, eventuell auch ein Prinz, Sohn des Meskalamdug und Königin Nibanda. | gestört, Fundort des Goldhelmes                          | keine Gefolgebestattungen             |
| PG 777     | Grab der Frau von König Ur-Pabilsag.                                                       | beraubt                                                  | 4                                     |
| PG 779     | Ur-Pabilsag König, Sohn von Aja-Anzu                                                       | beraubt, Fundort der Standarte von Ur                    | 5                                     |
| PG 789     | Meskalamdug, Sohn von Ur-Pabilsag.                                                         | ausgeraubt                                               | 63                                    |
| PG 800     | Puabi, zweite Frau von Meskalamdug, Königsgemahlin oder Herrscherin                        | intakt                                                   | 3 in Grabkammer PG 800B, 25 in PG 800 |
| PG 1050    | Grab von Ashusikildingir, Frau von Meskalamdug                                             | Schachtgrab                                              | 40                                    |
| PG 1054    | Nibanda, Gemahlin von Meskalamdug                                                          | intakt, Fundort des Siegels von Meskalamdug              | 2 im oberen Grab, 7 im unteren Grab   |
| PG 1130    | Witwe des Prinzen von PG 755                                                               |                                                          | keine Gefolgebestattung               |
| PG 1157    | Meskiagnuna, König, Sohn von Mesannepada                                                   |                                                          | mindestens 50                         |
| PG 1236    | Aja-Anzu                                                                                   | beraubt                                                  | mindestens 2                          |
| PG 1237    | Mesannepada, Sohn von Meskalamdug                                                          | Schachtgrab; sog. Great Death pit                        | 73 oder 74                            |
| PG 1332    | Akalamdug, König, Sohn von Meskalamdug                                                     |                                                          | obere Schicht 23, untere Schicht 20   |
| PG 1618    |                                                                                            | intakt                                                   | 4                                     |
| PG 1631    |                                                                                            | gestört                                                  | keine Gefolgebestattung               |
| PG 1648    |                                                                                            | intakt                                                   | 3                                     |

### PG 580
Das Grab weist einen Grabschacht auf, eine eigentliche Grabkammer wurde nicht gefunden. Knochen und organisches Material waren sehr schlecht erhalten. Im Zugangsschacht wurden Rinderknochen und Wagenbestandteile gefunden, die auf die Beigabe eines Wagens mit Zugtieren schließen lassen. Das Grab wies Gefolgebestattung auf, die Zahl der Skelette konnte aber nicht rekonstruiert werden. Bemerkenswerteste Funde sind mehrere Prunkwaffen, darunter ein goldener Dolch mit Lapislazuli-Einlagen am Griff. Reade hat das Grab versuchsweise dem König A-anepada zugeordnet, ohne dafür konkrete Anhaltspunkte zu haben.

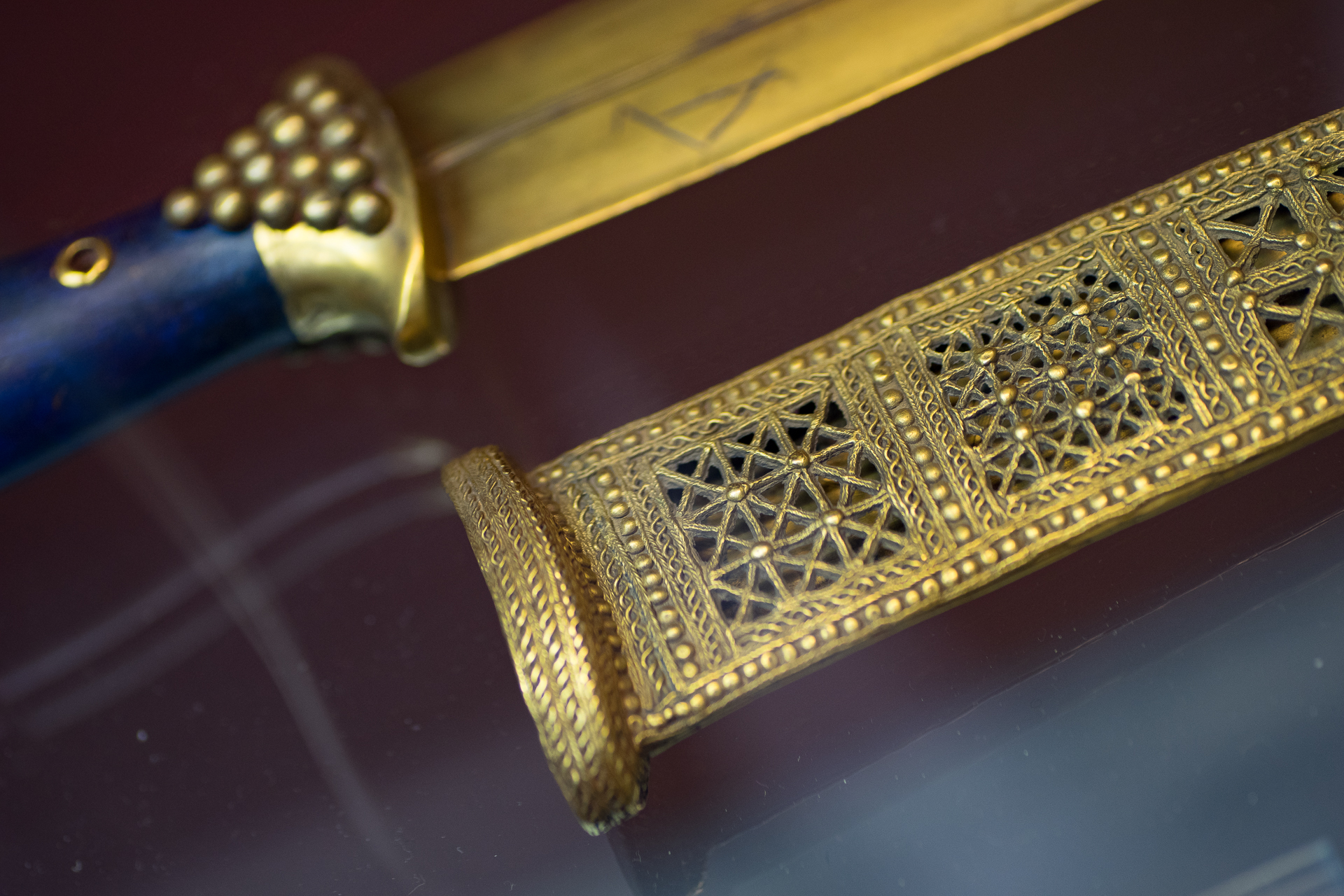
Dolch aus PG 580
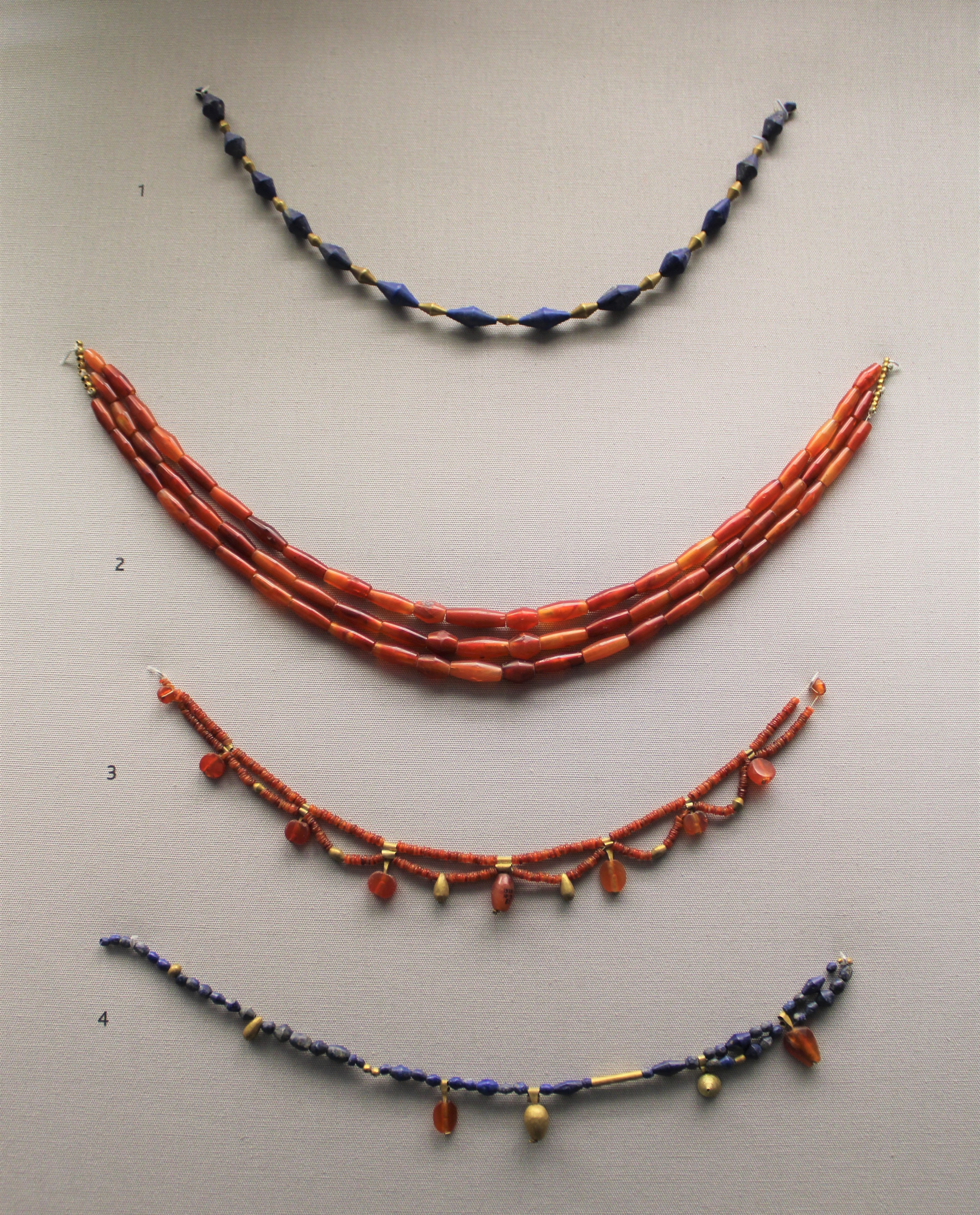
Schmuck aus PG 580

### PG 755
Das Grab PG 755 wurde ungestört vorgefunden. Die Grabkammer misst 2,5 m × 1,5 m. Darin wurde an der Nordost Seite der Abdruck eines einzelnen 1,7 m × 0,65 m × 0,5 m großen Holzsarges gefunden. Darin war der Leichnam eines jungen Mannes, etwa 1,62 m groß, auf der linken Seite liegend und der Kopf Richtung Nord-Westen gelegt. Es fiel durch seine überaus reichen Beigaben auf, die sonst nur in Königsgräbern nach Woolleys Definition gefunden wurden. Das Grab hatte am Kopf und Fußende des Sarges eine Reihe von aufrecht stehenden Speeren.
In der Nähe des Kopfes befand sich ein goldener Helm. Außerdem wurden eine Goldlampe, eine Doppelaxt und eine goldene Schüssel gefunden. Der Tote wurde mit der Schüssel in der Hand beerdigt. Um die Hüfte trug er einen silbernen Gürtel, an dem ein Dolch mit goldener Schneide hing. Bei dem Dolch wurde ein Wetzstein aus Lapislazuli an einem goldenen Ring sowie ein Rollsiegel gefunden. Über den Beinen lagen zwei silberne Lampen. Zwischen den Knien fand man Perlen aus Gold und Lapislazuli. Außerdem fanden sich außerhalb des Sarges noch eine große Anzahl an Gefäßen aus Metall, Keramik und Stein, die teilweise mit den Namen „Meskalamdug“ und „Ninbanda“ beschriftet waren.
Die Identifizierung des Leichnams erfolgte anhand einer Inschrift auf einem Goldgefäß mit dem Namen Meskalamdug (ohne Titel). Es gibt weitere Funde aus anderen Gräbern des Königsfriedhofs, die ebenfalls den Namen Meskalamdug nennen. Oft wird angenommen, dass es sich dabei um verschiedene Personen des gleichen Namens gehandelt hat. Ein in Grab 755 gefundenes Siegel war so schlecht erhalten, dass es nicht registriert wurde.
Woolley zählte das Grab des jungen Mannes nicht zu den Royal Grave, da es zwei seiner wichtigsten Kriterien nicht erfüllte. Das Grab wies weder architektonische Strukturen, noch Beibestattungen auf, sondern zeichnete sich durch einen ungewöhnlichen Reichtum aus. Heute wird das Grab meist in die Reihe der Königsgräber aufgenommen.

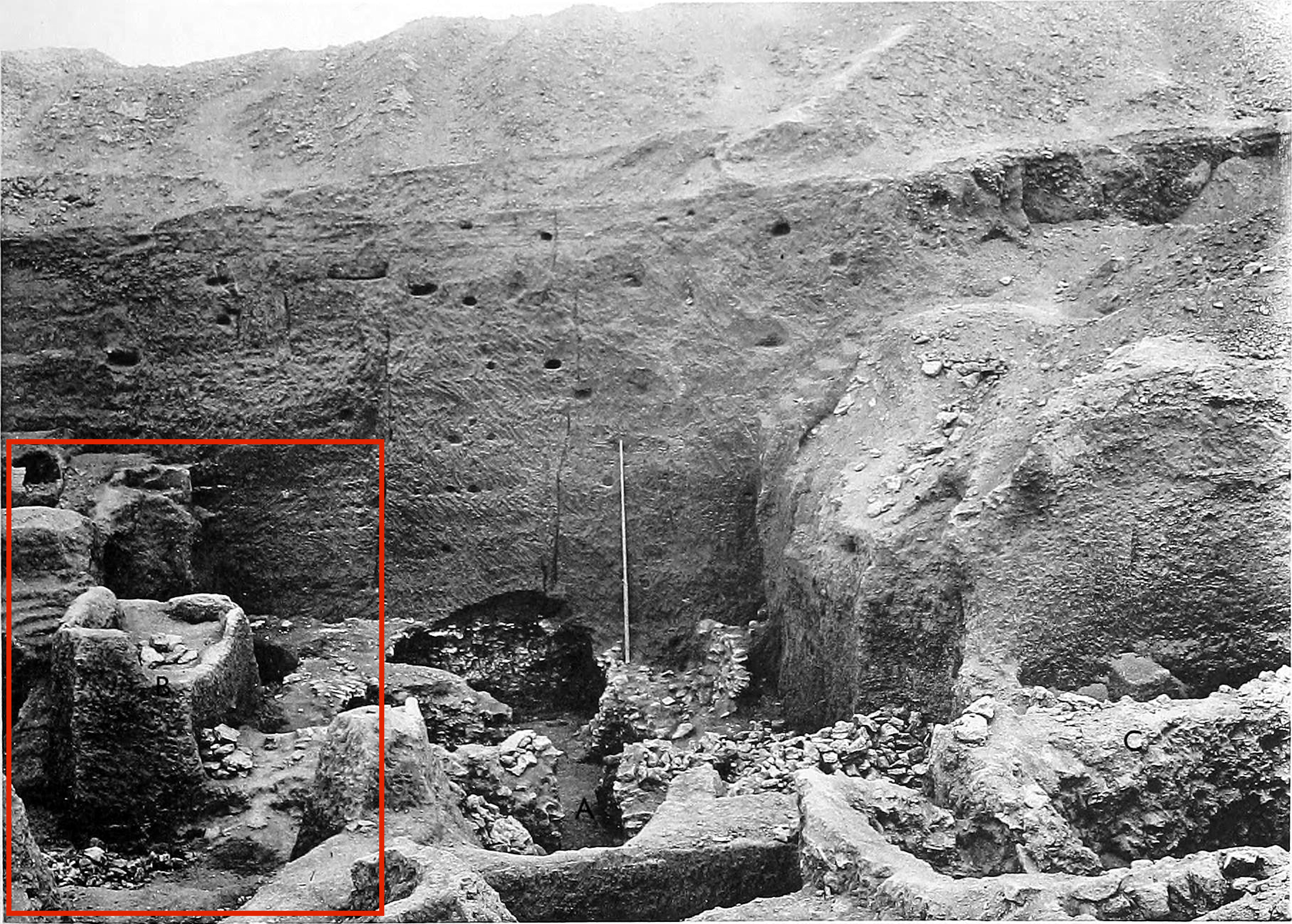
Grab von Meskalamdug (PG 755, “A”)
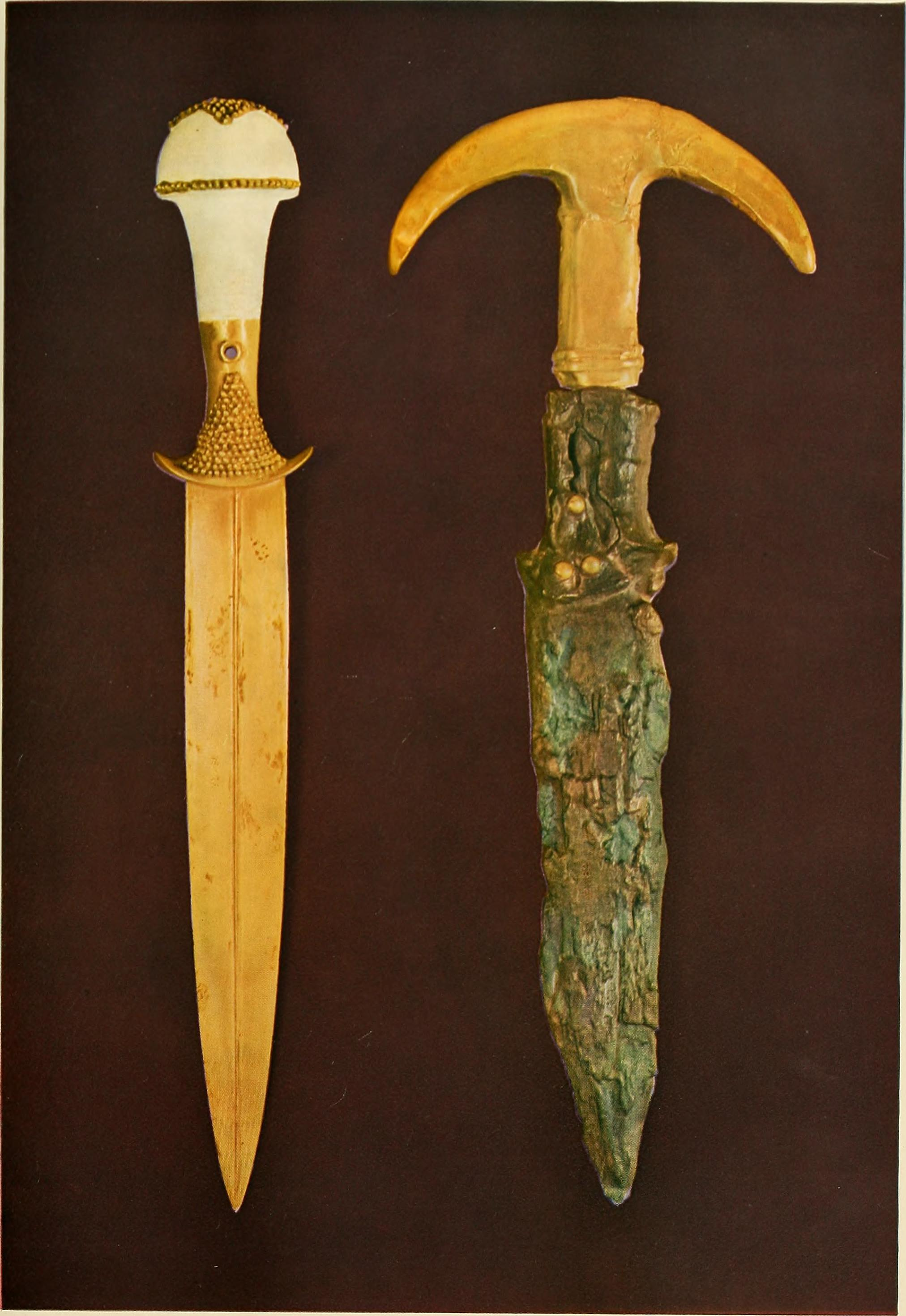
Dolch aus Grab PG 755
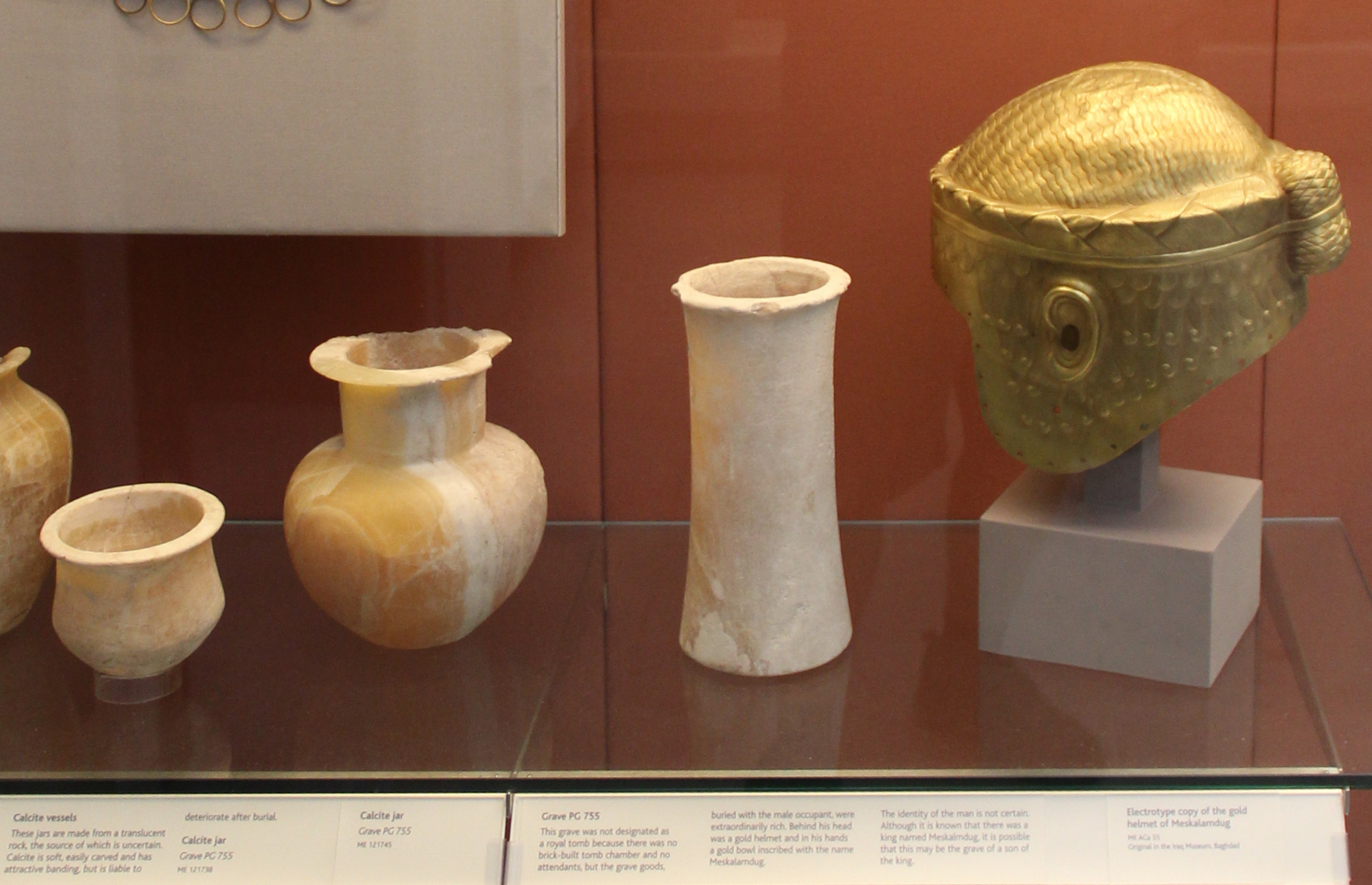
Kopie des Helms mit Alabastergefäßen
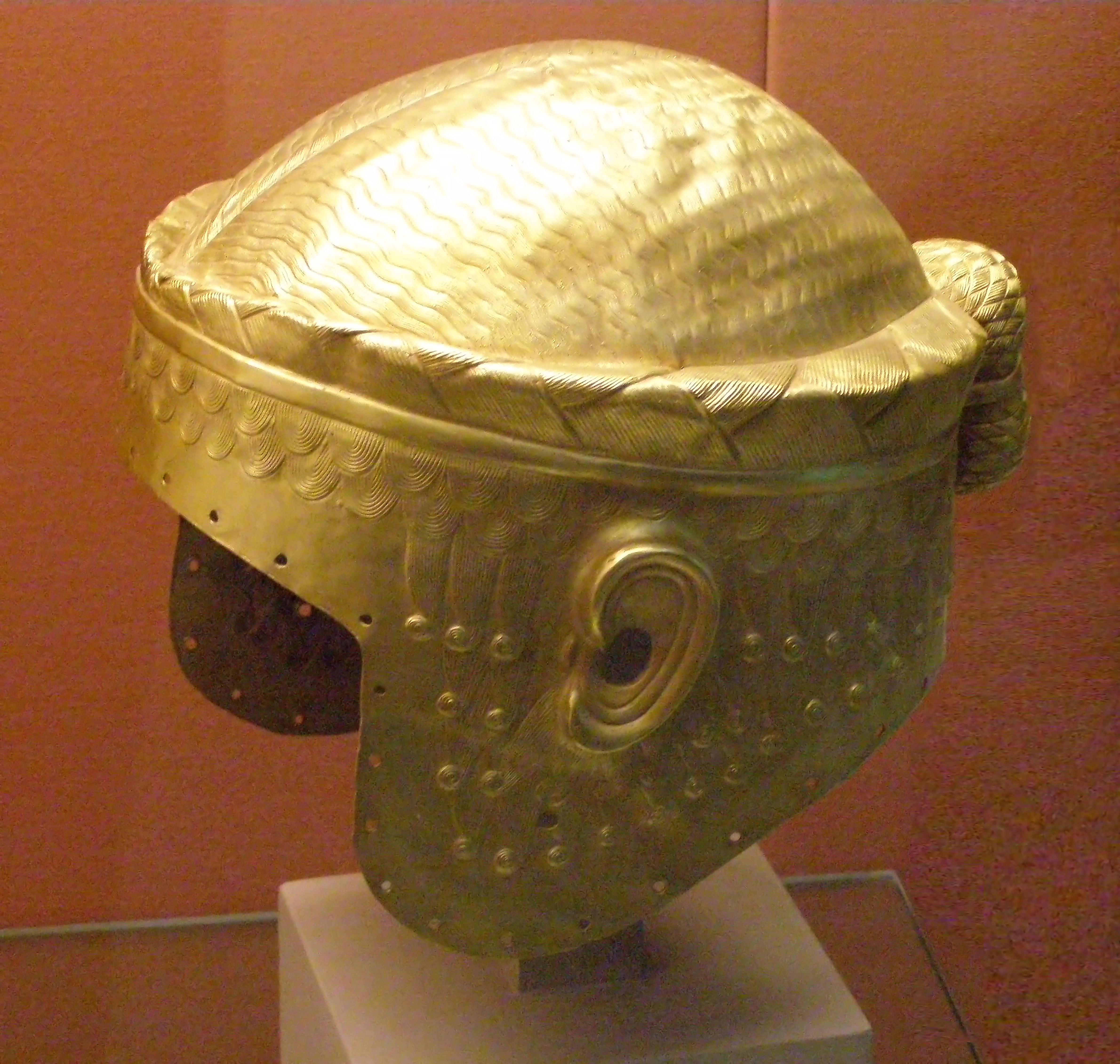
Kopie des Helms
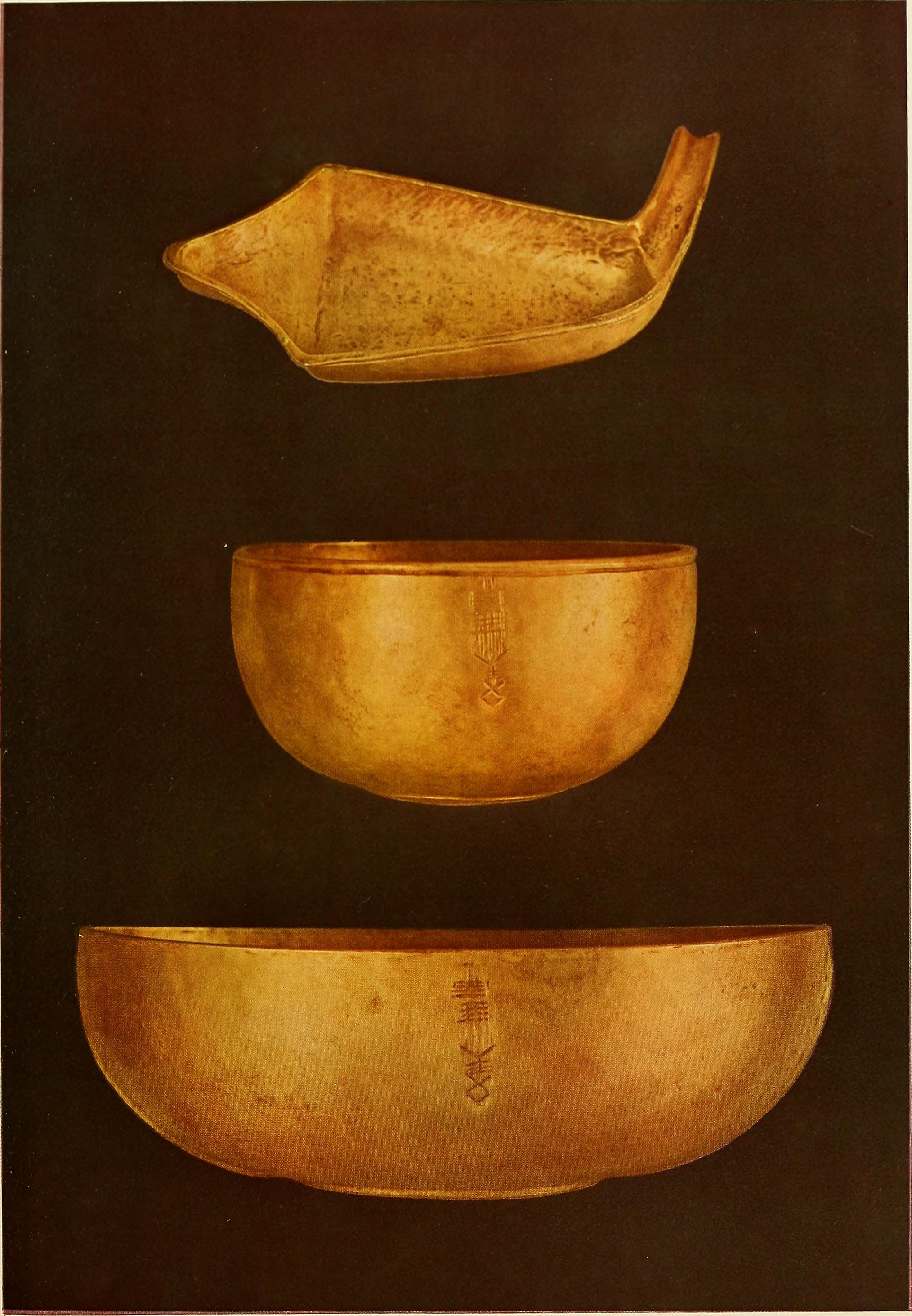
Goldene Schüsseln mit der Inschrift Meskalamdug
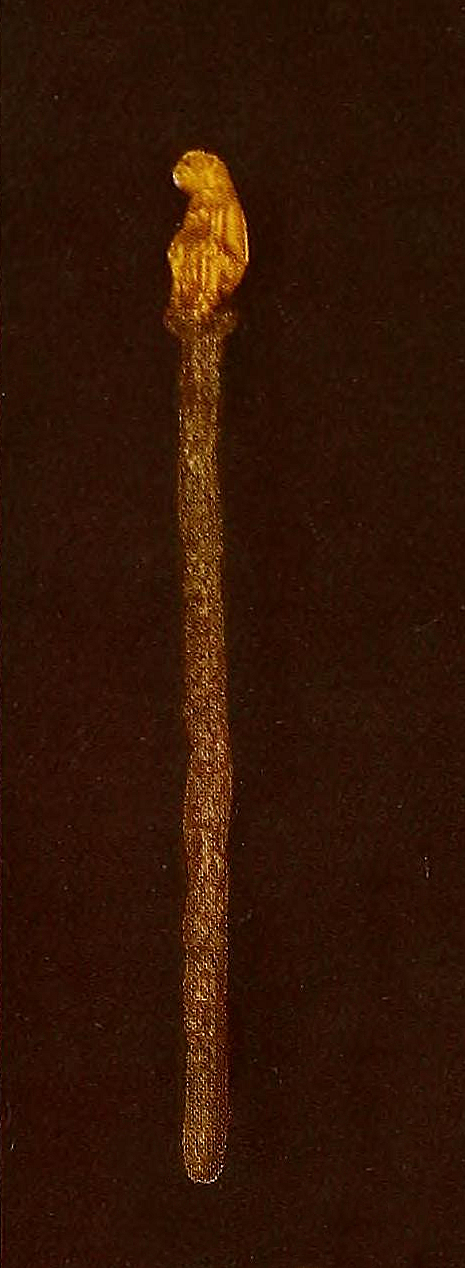
Goldene Haarnadel mit Affe

### PG 779
In diesem Grab nahm der aus vier Kammern bestehende Grabbau die gesamte Fläche des Grabschachtes ein. Das Grab ist beraubt, wobei allerdings einige bemerkenswerte Funde zurückblieben. In zwei der Kammern fanden sich rechteckige Vertiefungen für hölzerne Särge, von denen und deren Inhalt sich aber nichts erhalten hat. In einer Kammer fand sich ein Skelett (vermutlich Gefolge), in einer anderen vier Skelette. In dieser Kammer lag auch eines der im Königsfriedhof gefundenen Spielbretter sowie die Standarte von Ur.

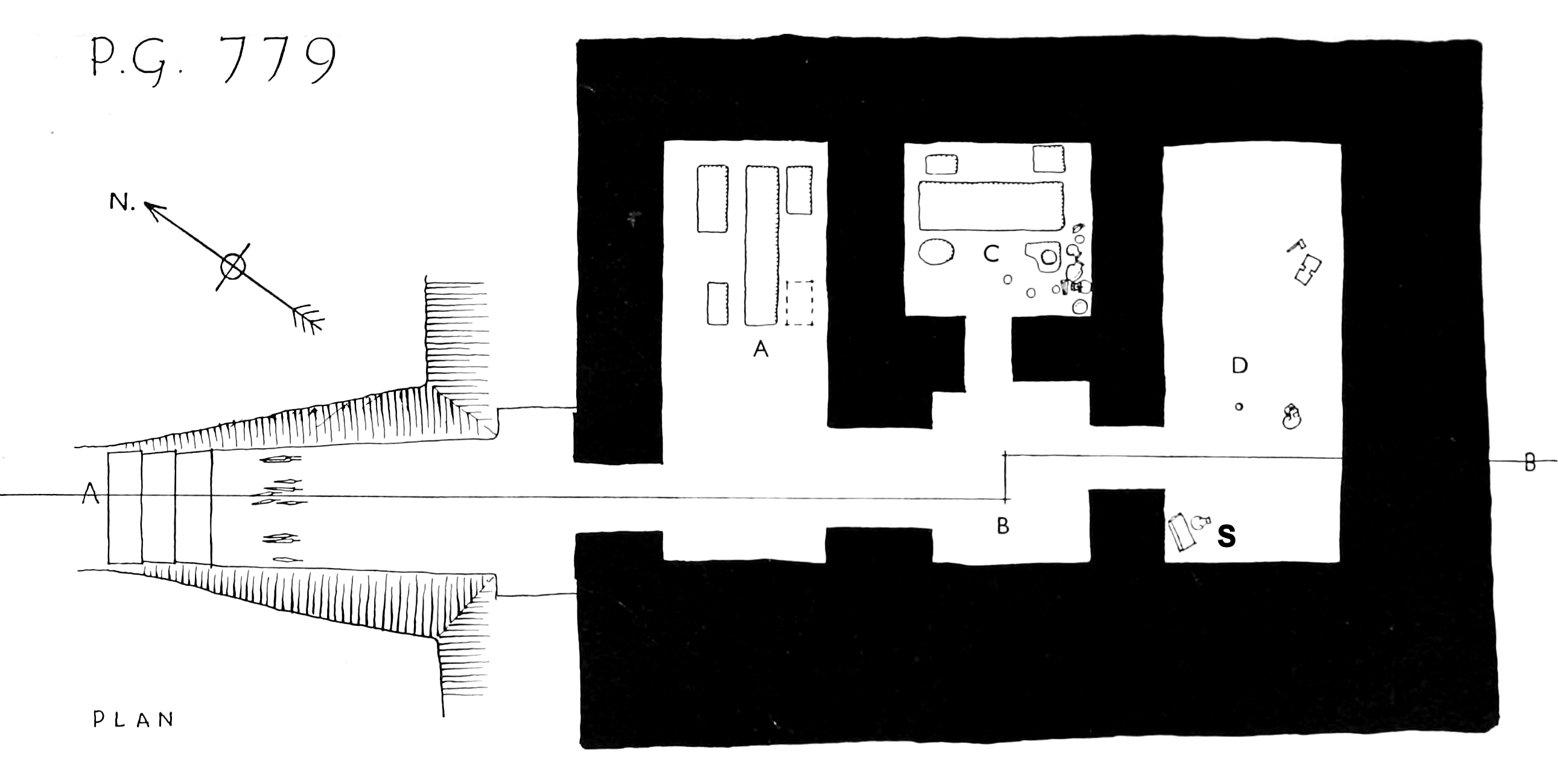
Plan von Grab PG 779.
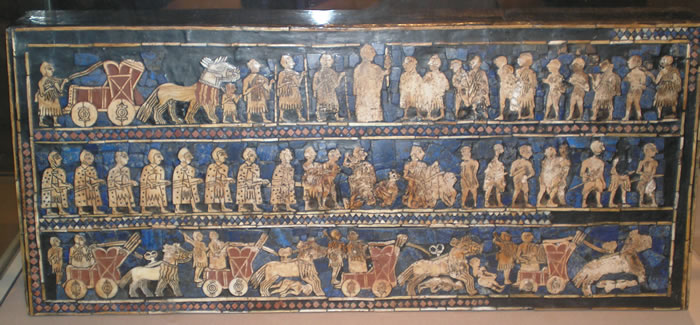
Standarte von Ur

### PG 789
Der Komplex PG 789 wurde von Woolley während seiner 6. Kampagne (1928/29) in relativer Mitte des Königsfriedhofes nordöstlich von PG 779 entdeckt. Mit einem Bodenniveau von 8,3 m unter der Grabungsoberfläche liegt PG 789 direkt unter PG 800 und grenzt an die mit einem Bodenniveau von 8,7 m unter der Grabungsoberfläche liegende und so wahrscheinlich frühere Grabkammer PG 800B (Grab der Puabi).
Der Komplex bestand aus einer breiträumigen Grabkammer und einem sich anschließenden Death Pit mit Grabschacht im Südwesten. Die 4 × 1,8 m große Grabkammer besaß ein Kompositmauerwerk aus Kalkstein und Lehm und wurde durch ein Tonnengewölbe abgeschlossen. Ein gewölbter Eingang nahe der östlichen Ecke, der nach der Beerdigung mit Ziegeln und Steinen verschlossen wurde, macht einen Zusammenhang mit der sich anschließenden Death Pit über das gleiche Bodenniveau hinaus eindeutig.
Das Fehlen größerer Mengen an Beigaben und menschlicher Überreste, sowie das Vorhandensein eines Loches in der Decke legen nahe, dass das Grab bereits in der Antike, vielleicht im Zusammenhang mit dem Bau von PG 800, beraubt wurde. Dennoch konnten die Überreste von drei Individuen, anhand von Knochenfragmenten und assoziierten Funden vorsichtig als ein männliches und zwei weibliche Individuen gedeutet, sowie zwei bemerkenswerter Funde, das Spielbrett des „königlichen Spiels von Ur“ und ein silbernes Bootsmodell, gefunden werden. Die 1,9 m lange und 70 cm breite Vertiefung in der südlichen Ecke wurde von Woolley als Position der Hauptbestattung des Komplexes interpretiert.
Das Death Pit des Komplexes fand Woolley dagegen ungestört vor. 63 menschliche Individuen wurden hier als Gefolge bestattet, darunter sechs mit Speeren und Helmen ausgestattete Personen, die im unteren Ende des Schachtes gefunden wurden und aller Wahrscheinlichkeit nach dem Komplex als Wachen dienten. Woolley nimmt weitere, weniger eindeutige Zuschreibungen von Geschlecht und Funktion der Beerdigten anhand assoziierter Funde vor, herausgestellt seien an dieser Stelle jedoch die Funde zweier Wagen mit je drei Ochsen und zweier Leiern, sowie die größere Menge an Schmuck, die einige der Bestatteten trugen. Der schlechte Erhaltungszustand der Skelette lässt keine Rückschlüsse auf die Ausrichtung der Toten zu.
Durch das Fehlen eines beschrifteten Objektes kann das Grab nicht zugeordnet werden. Nur das vergleichbare Bodenniveau mit und die räumliche Nähe zu PG 800B (Grab der Puabi) lässt vorsichtig eine Verbindung der beiden Hauptbestattungen vermuten. Woolley hat wegen dieser Verbindung die Hauptbestattung von Grab 789 als Ehemann der Puabi gedeutet und das Grab deswegen als King's Grave bezeichnet. Reade hat vorgeschlagen, das Grab als das des Königs Meskalamdug zu interpretieren.

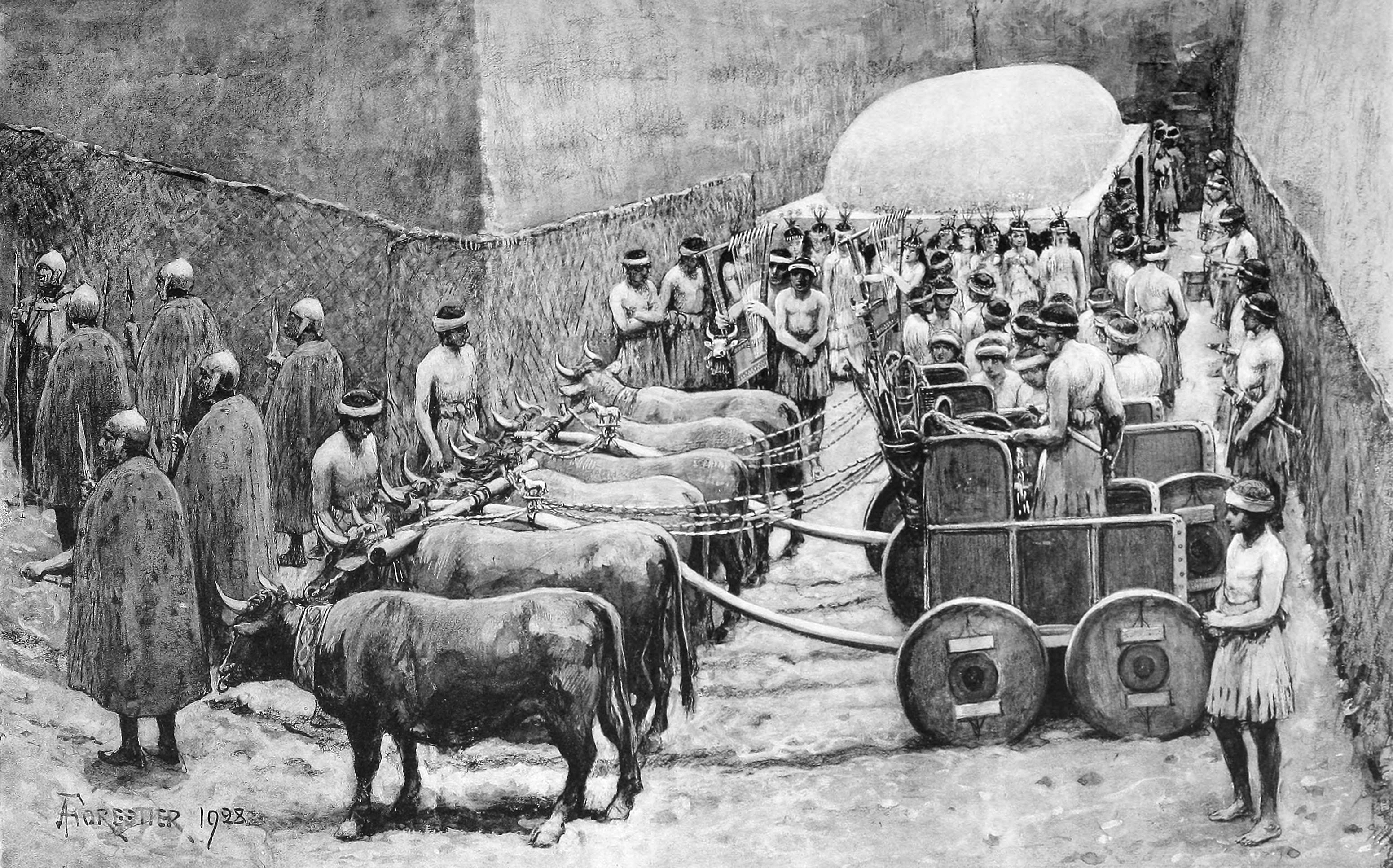
Rekonstruktion der Bestattung.
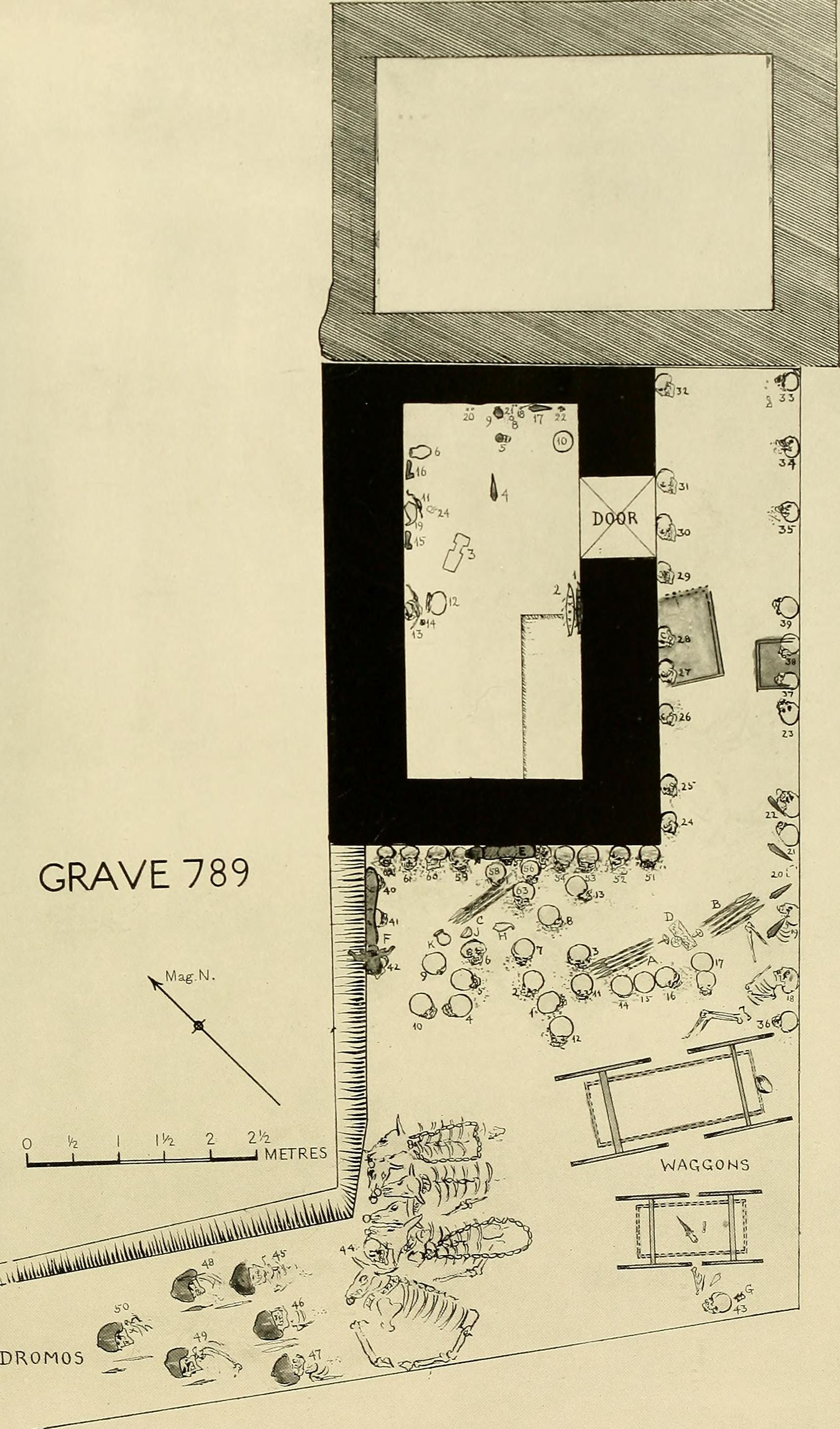
Plan von PG 789.
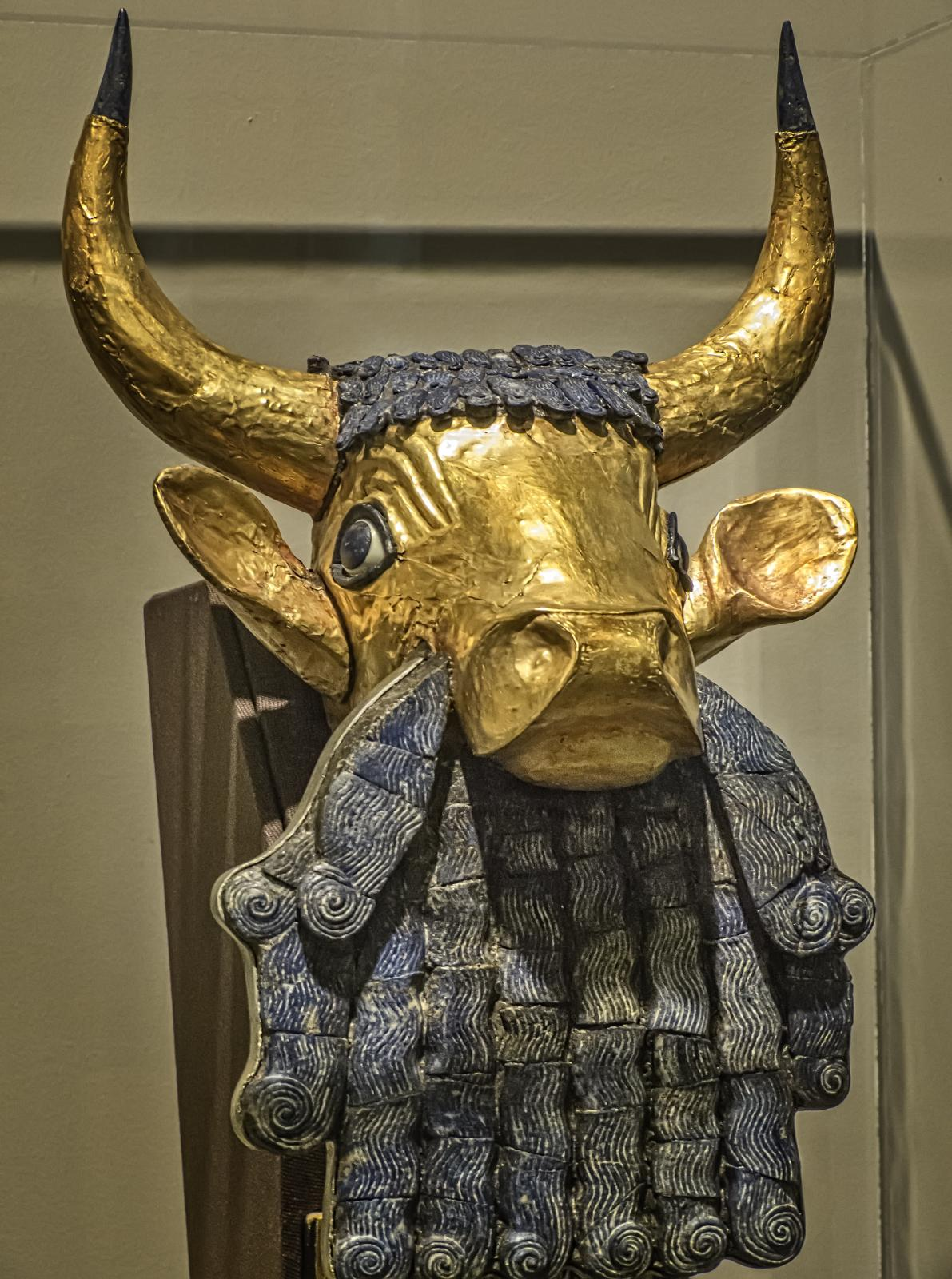
Stierkopf einer Leier.
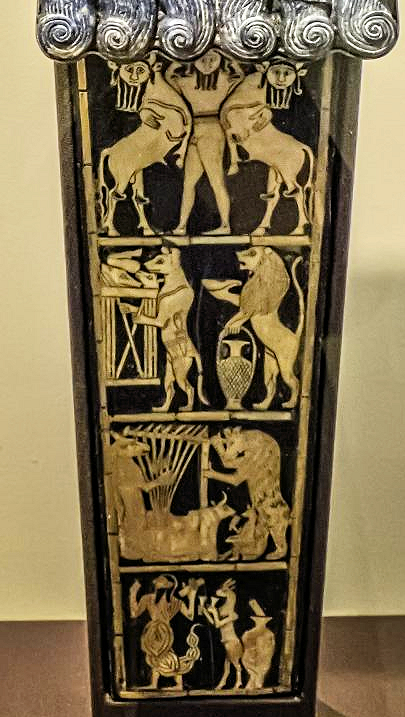
Perlmutteinlagen der Leier mit Darstellung einer Tierkapelle.
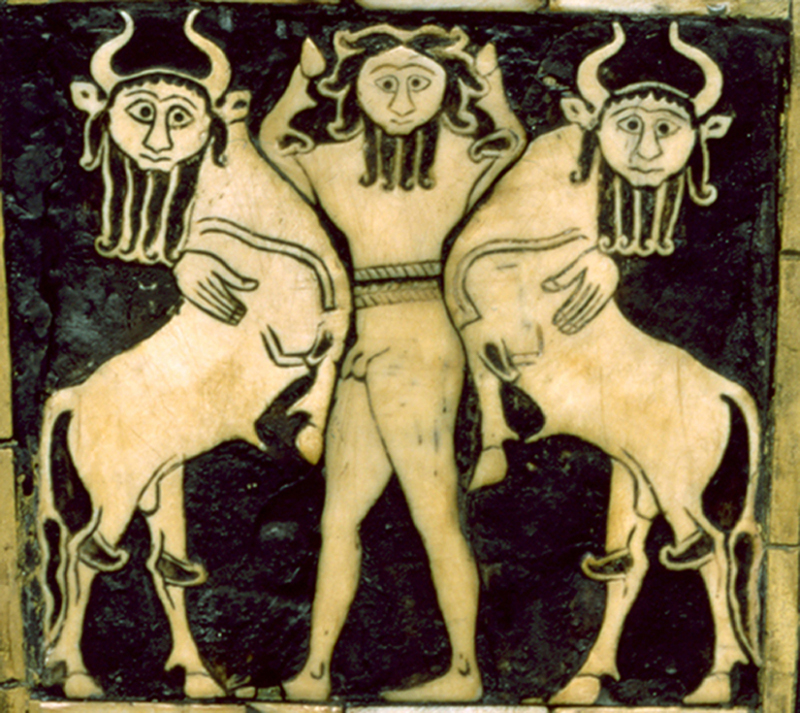
Detail der Leierverzierung
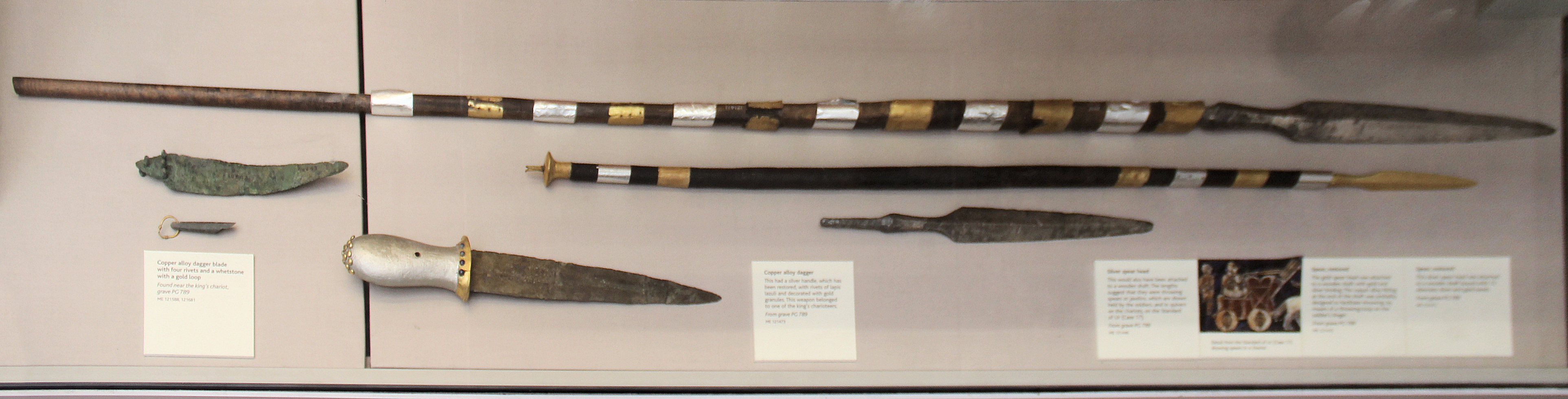
Waffen aus PG 789.
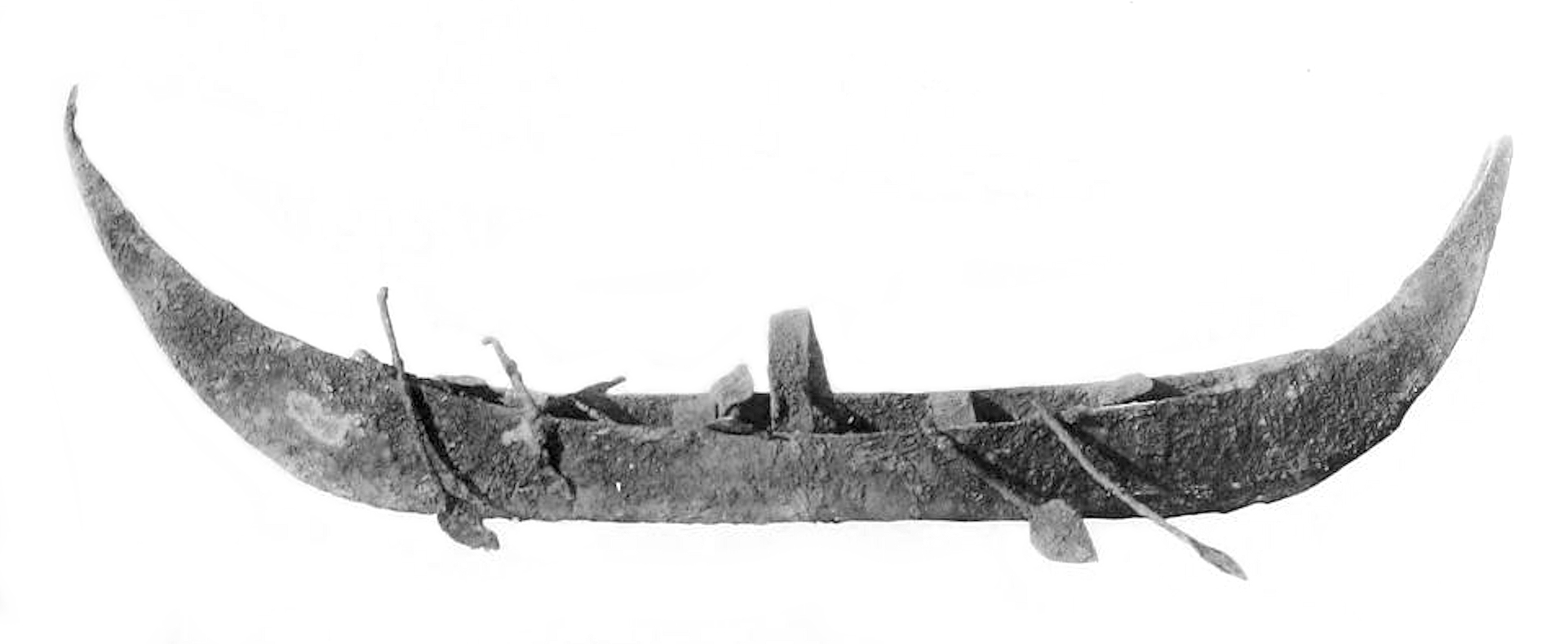
Silbernes Bootsmodell

### PG 800 und PG 800B: Das Grab der Puabi
Das Grab, bestehend aus dem death pit PG 800 und einer Grabkammer mit Gewölbedach PG 800B, gilt als die Grabstätte der Königin Puabi. Woolleys Entdeckung des Grabes bestand aus mehreren Teilen, zuerst fand er das death pit mit einer ungefähren Größe von 12 × 4 Metern. In dieser Grube fand er dann die Oberkante der Grabkammer PG 789, welche direkt an die noch etwas tiefer gegründete Grabkammer PG 800B grenzte. Das Grab PG 789 hatte allerdings ein eigenes „death pit“, dementsprechend wurde der Grabschacht PG 800 der Grabkammer 800B zugeordnet, obwohl sie einen Höhenunterschied von 1,7 Metern haben. Nach neueren Forschungen sind PG 800 und PG 800B als zwei verschiedene Gräber anzusehen.
Das death pit PG 800 hat eine besonders reiche Ausstattung und lag etwa 1,7 Meter über dem Boden der zugeordneten Grabkammer PG 800B. Laut Woolley war die komplette Grube mit einer Mattierung aus vergänglichen Materialien ausgelegt. Gefunden wurden in dieser Grube 25 Skelette, von denen die meisten weiblich waren, ein Wagen mit zwei Ochsen als Zugtieren und viele weitere Funde aus wertvollen und prestigeträchtigen Materialien. Einer der Männer der Gefolgebestattung konnte durch ein Rollsiegel als Lugal-Šapada identifiziert werden.
Im Inneren der Grabkammer 800B fand Woolley vier Skelette, drei Bedienstete und die Hauptbestattete selbst. Der Name dieser Frau konnte durch ein beschriftetes Rollsiegel ermittelt werden, das an ihrer rechten Schulter liegend gefunden wurde. Der Name wurde zunächst als Šub-Ad gelesen, neuere Forschungen transliterieren den sumerischen Namen jedoch als Puabi. Sie wird als NIN bezeichnet, was sowohl mit „Königin“ als auch mit „Herrin“ übersetzt werden kann. Während meistens angenommen wird, dass sie diesen Titel als Gemahlin eines Herrschers getragen hat, ist auch vorgeschlagen worden, dass die fehlende Angabe eines regierenden Ehemanns auf dem Siegel als Hinweis auf eine tatsächliche Herrschaft der Puabi interpretiert werden könnte. Erwähnungen der Puabi in anderen Texten sind jedoch nicht bekannt.
Puabi lag auf eine Totenbahre und trug einen mit Perlen versehenen Mantel. Die Möglichkeit, dass es sich um Halsschmuck handeln könnte, wurde auch in Betracht gezogen. Jedoch lagen die Perlen in einem Muster, welches von einer Drapierung um den Hals abweicht.
Der Haarschmuck der Puabi war der wohl spektakulärste Fund. Es bestand aus goldenen Bändern, die sich wohl über eine große Perücke wanden, worauf dann mit Ketten aus Lapislazuli und Karneol ein in die Höhe steigendes Gebilde mit weiteren goldenen Verzierungen gebildet wurde. Goldene Blätter sind in den Kopfputz integriert. Der Abschluss des Kopfschmucks besteht aus einem Kamm, der mit drei Blumen an seinen Spitzen über den Rest des Schmuckes ragte.
Außerdem trug Puabi dazu große Ohr- oder Schläfenringe sowie ein Stirnband mit herabhängenden Goldringen. Rekonstruiert wurde der Kopfschmuck von Woolley und ausgestellt auf einem Modellkopf mitsamt Perücke, den seine Frau für den Haarschmuck anfertigte.

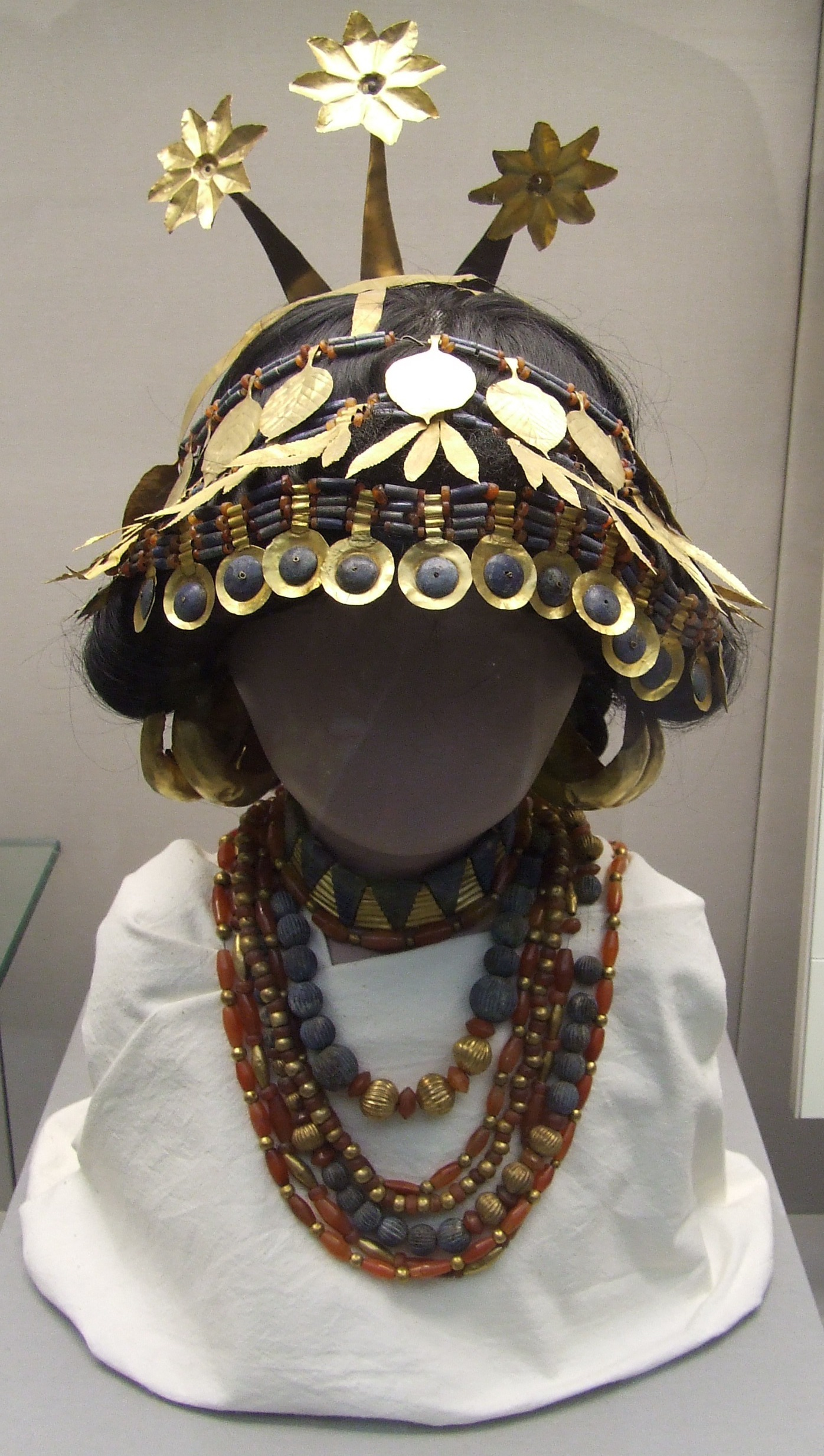
Rekonstruierter Kopfschmuck der Puabi
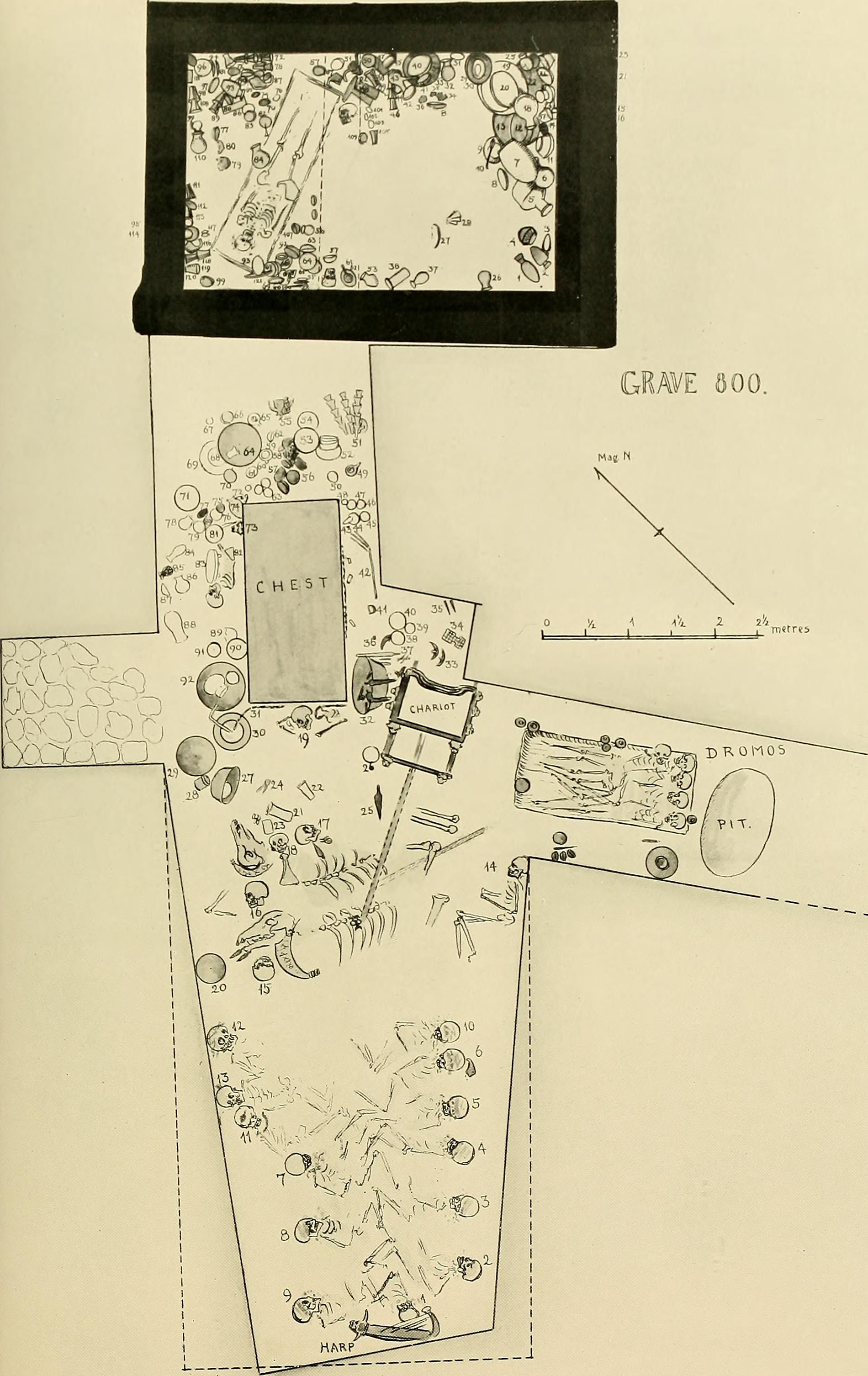
Grabkammer (oben; PG 800B) mit death pit (PG 800).
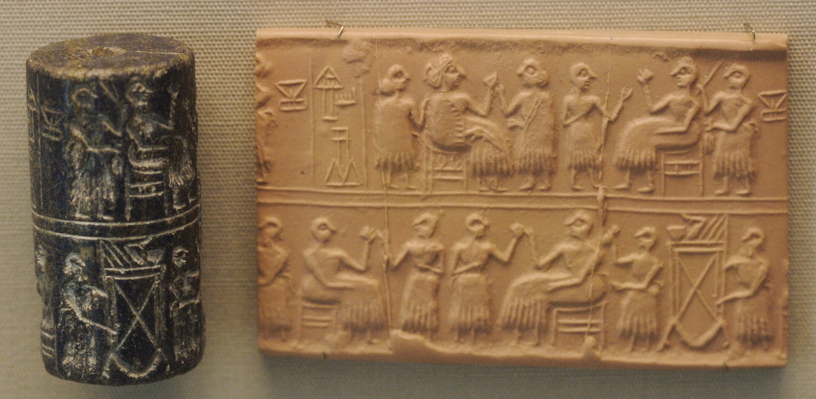
Rollsiegel mit Nennung der Puabi.
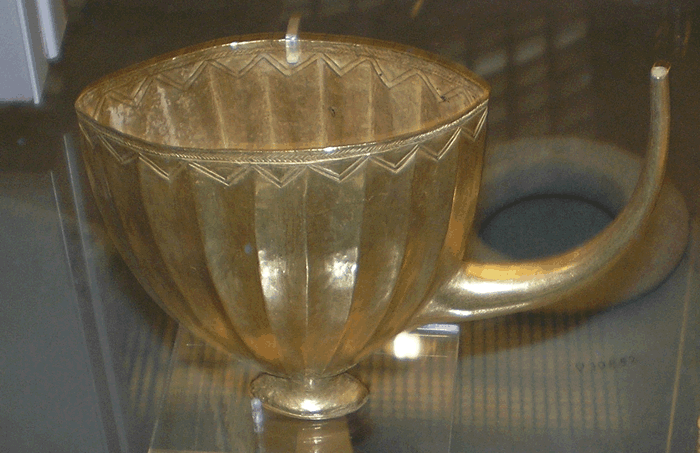
Goldene Tasse aus Grab PG 800.

### PG 1054
Das Grab wurde unter mehreren jüngeren Gräbern in einer Tiefe von 4 m entdeckt. Es besteht aus einem Grabschacht sowie einer steingewölbten Grabkammer. Das Grab war intakt und ungestört. Es zeigt viele Merkmale einer königlichen Bestattung, darunter mehrere Gefolgebestattungen, sowohl innerhalb der Grabkammer als auch im davorliegenden Schacht. Laut Woolley gehört eine weitere Grabkammer in derselben Grube, die aber ein ca. 3 m höher liegendes Gründungsniveau aufweist, ebenfalls zu PG 1054. Dies ist jedoch als wenig wahrscheinlich zurückgewiesen worden.
Das Grab enthielt als Hauptbestattung das Skelett einer Frau in seitlicher Hockerstellung. PG 1054 enthielt mehrere Metall- und Steingefäße sowie zwei Dolche aus Gold sowie zahlreiche Perlen aus Gold, Lapislazuli und Karneol.
Im oberen (also gar nicht zugehörigen) Teil von PG 1054 wurde ein Rollsiegel mit Nennung des Königs Meskalamdug gefunden. Daher hat Woolley die Frau aus PG 1054 als Nibanda, die aus schriftlichen Quellen als Gemahlin des Meskalamdug bekannt ist, identifiziert.

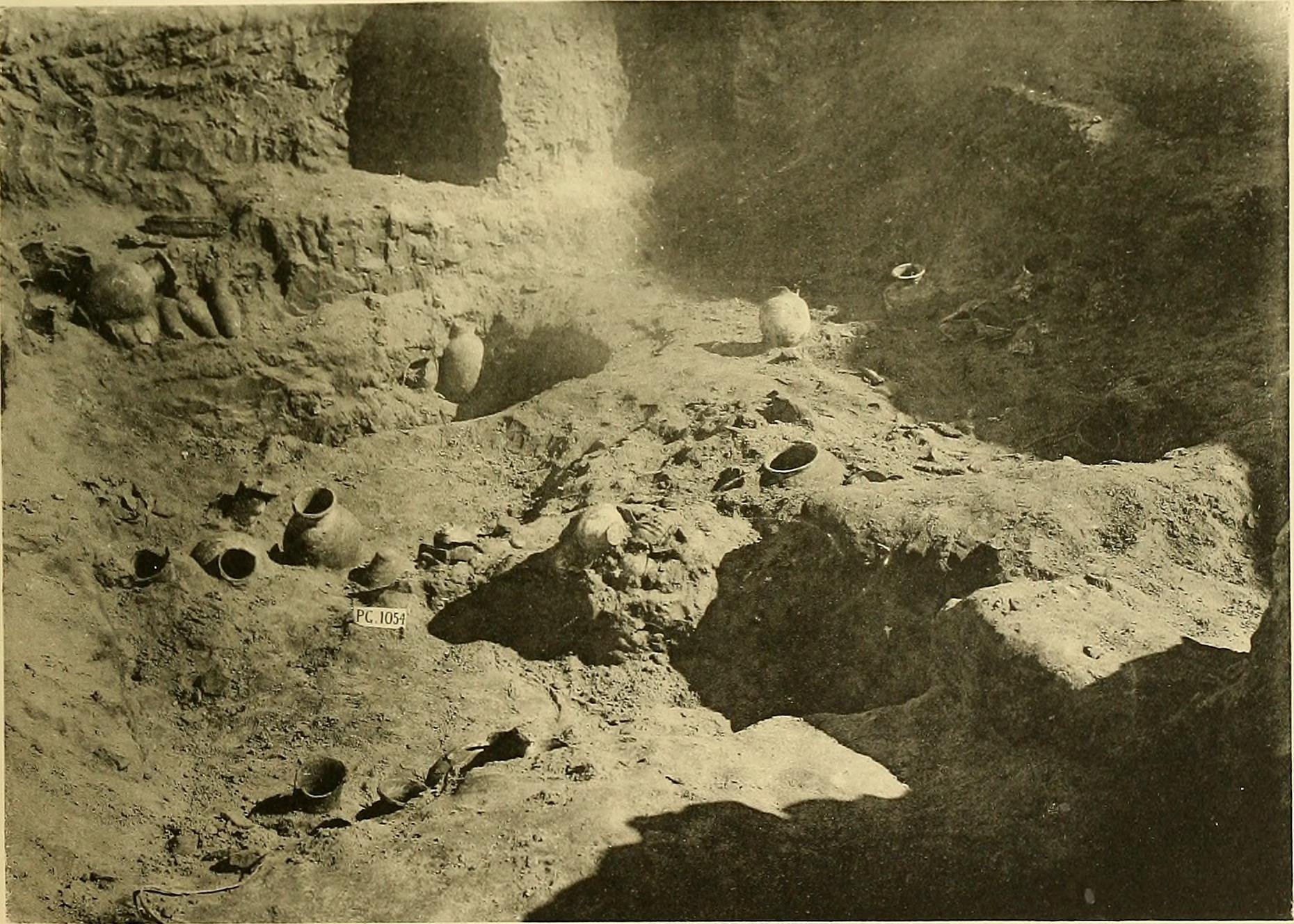
Grab PG 1054
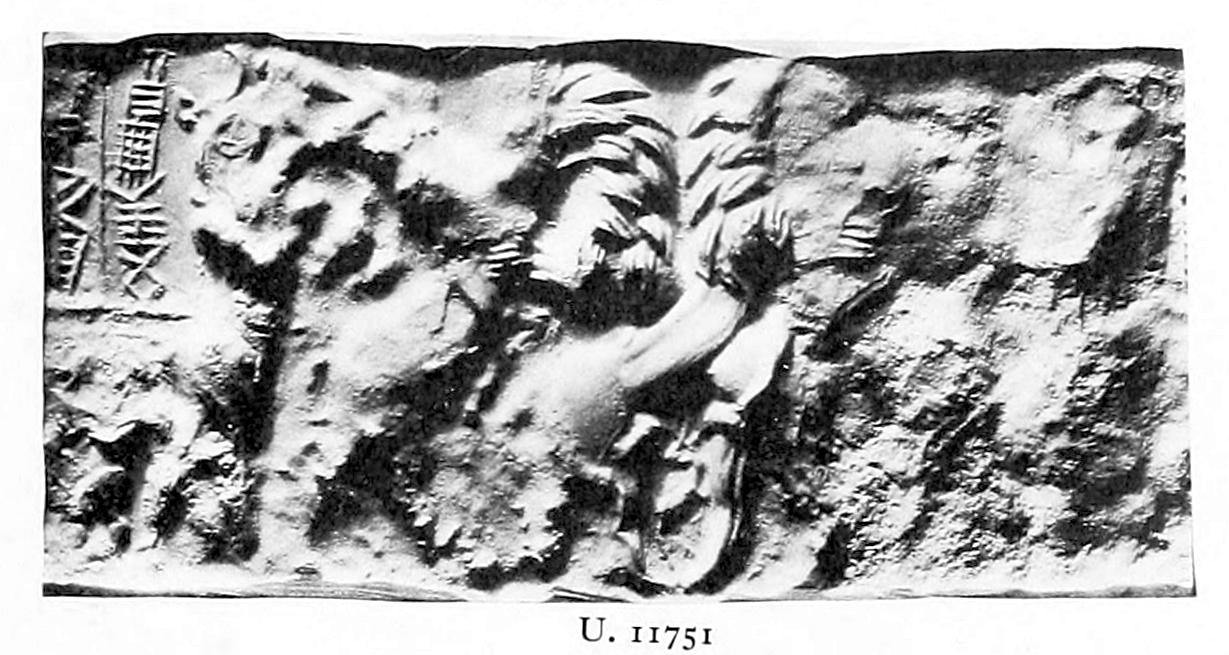
Siegel des Königs Meskalamdug
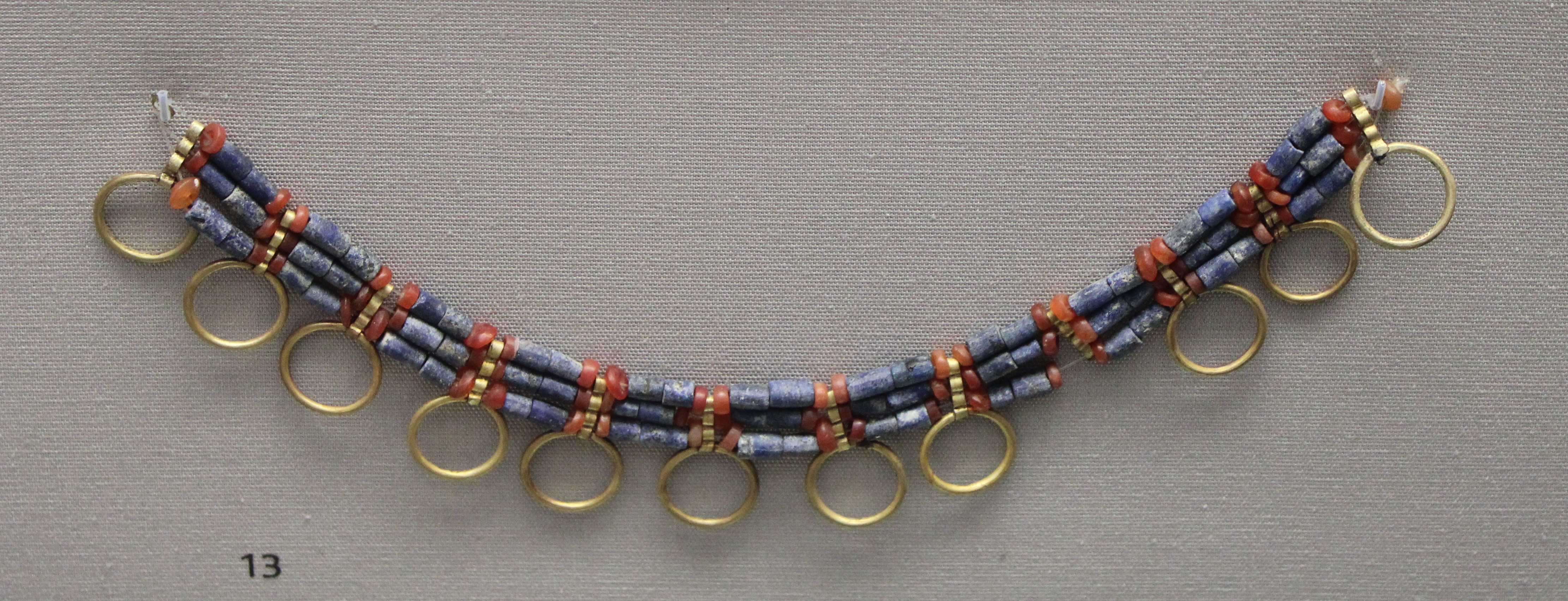
Kette aus Grab PG 1054

### PG 1236
Das Grab 1236 befand sich im südwestlichen Teil des Friedhofes. Es gehört vermutlich zu den ältesten Gräbern der Friedhofes und ist das größte aus Stein erbaute. Die gefundenen Überreste der Ausstattung lassen einen einstigen Reichtum vermuten, doch ist vermutlich wegen Grabraubs nicht viel erhalten.
Das Grabgebäude bestand aus vier Räumen und sein ursprünglicher Zugang befand sich nahe der östlichen Ecke. Für die Beraubung wurden wohl Deckensteine des Vorraums von außen entfernt. In der Grabkammer gab es eine Vertiefung im Boden, in welcher sich wahrscheinlich der Sarkophag befunden hat. Pfostenlöcher deuten darauf hin, dass es einen Baldachin darüber gegeben haben könnte, der aber nicht erhalten ist.
Es befanden sich wenige Überreste menschlicher Knochen in den Räumen A und C. Zu den wenigen Funden gehörten diverse Perlen und andere aus wertvollen Materialien (Lapislazuli, Gold, Perlmutt) gefertigte bzw. verzierte Gegenstände. Ansonsten gab es diverse Gefäße, vor allem aus Keramik.
Zwei beschriftete Rollsiegel wurden gefunden. Eines mit der Inschrift einer Frau namens Gan-Enkiga. Das andere, mit der Inschrift des Aja-Anzu (ohne Titel), lässt Julian Reade vermuten, dass es sich bei diesem um den Hauptbestatteten gehandelt haben muss. Er schließt daraus, dass Aja-Anzu ein in der sumerischen Königsliste nicht erwähnter König von Ur war. Gianni Marchesi argumentiert, dass auf dem Siegel kein Königstitel enthalten ist und vertritt daher die Meinung, Aja-Anzu sei lediglich eine ranghohe Person und eher nicht der Hauptbestattete gewesen.

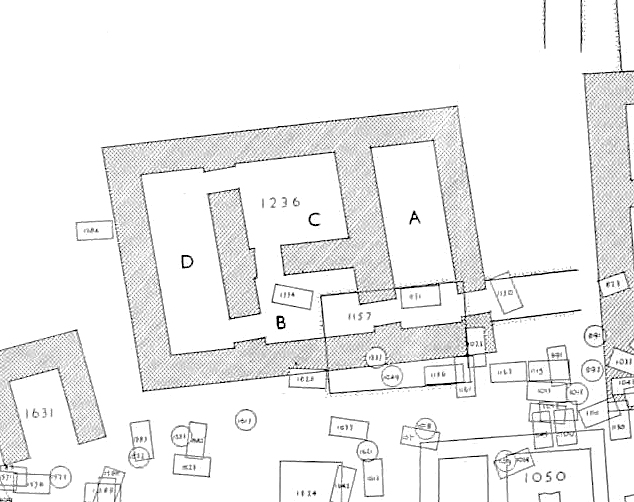
Plan des Grabes PG 1236.
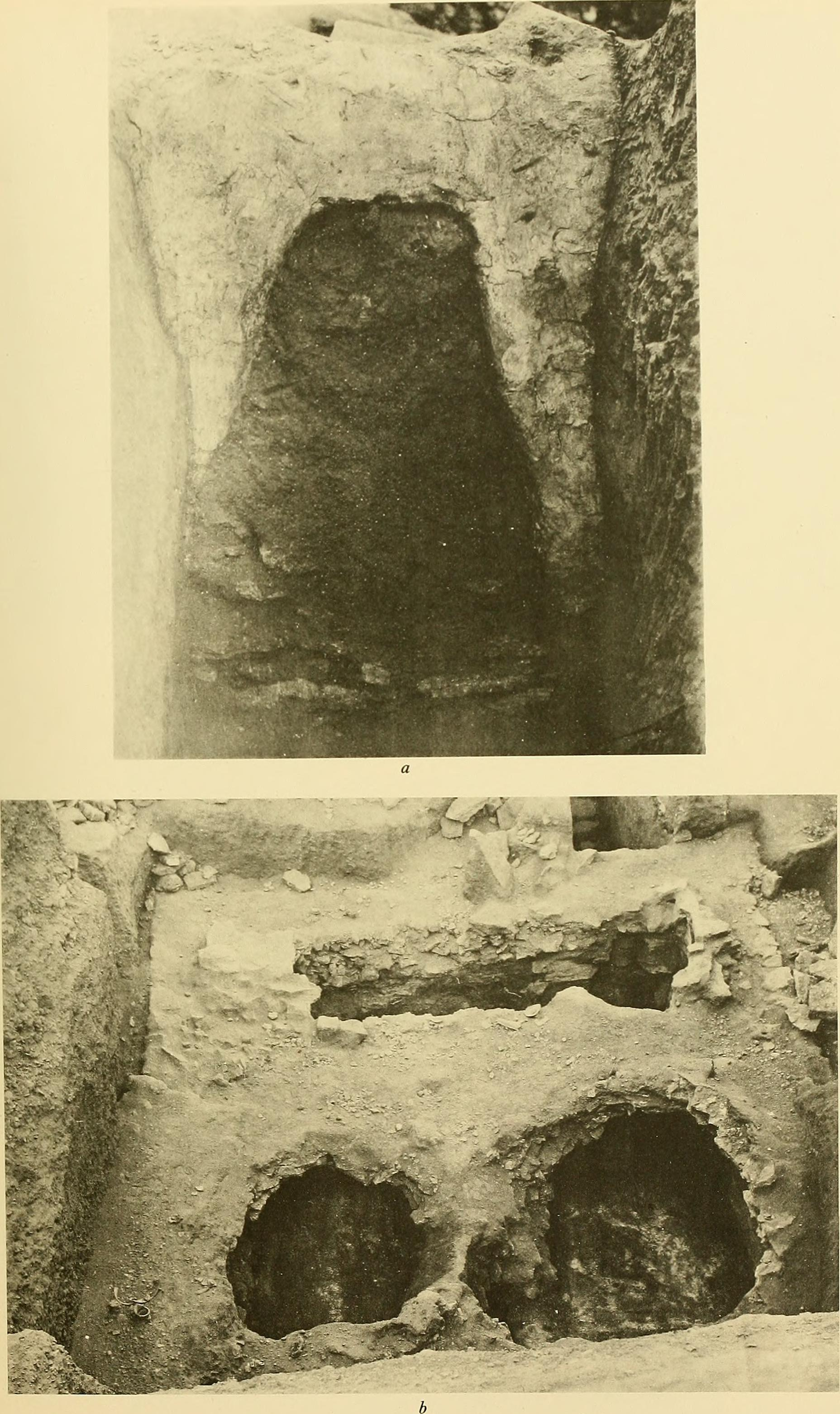
PG 1236, Tür der Grabkammer (oben) und Ansicht von oben (unten).
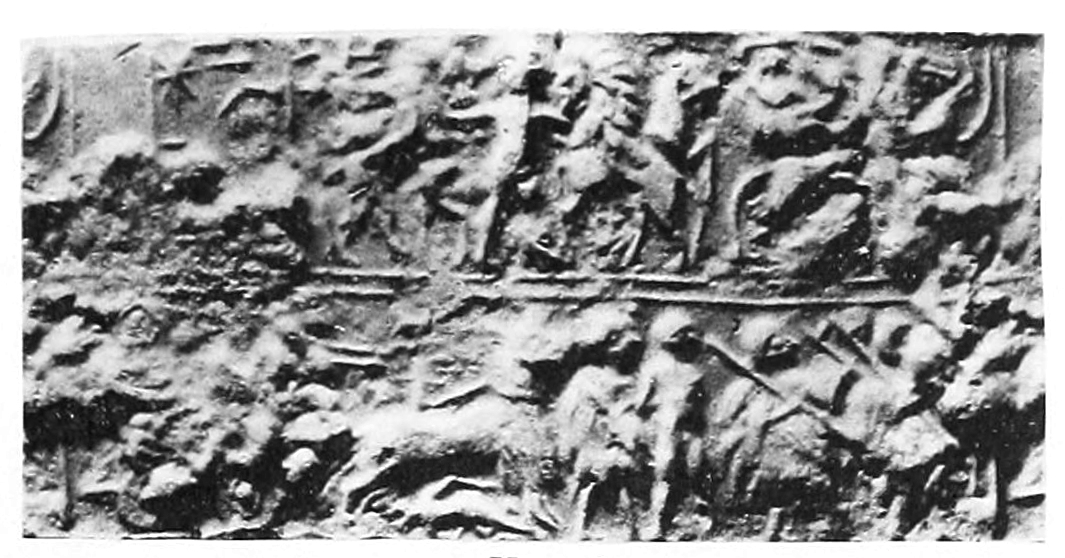
Abrolung des Rollsiegels des Aja-Anzu. Oberes Register: ein nackter Held bekämpft Löwen. Unteres Register: Wagenkampfszene und Kriegsgefangene.
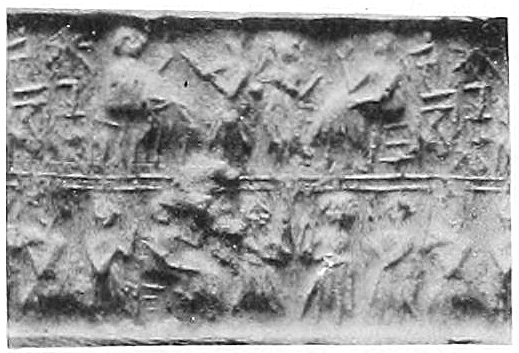
Abrollung des Rollsiegels der Gan-Enkiga. Darstellung einer Bankettszene.
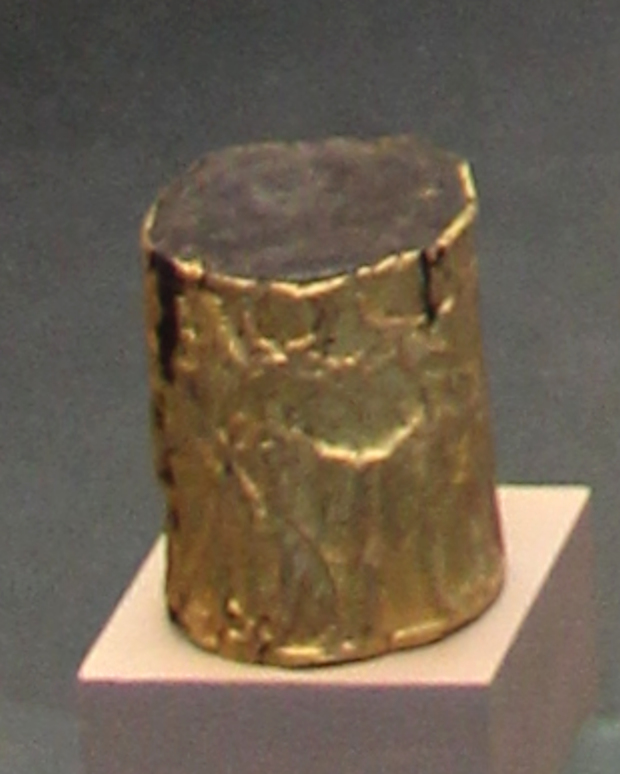
Armband aus Goldblech.

### PG 1237 „The Great Death Pit“

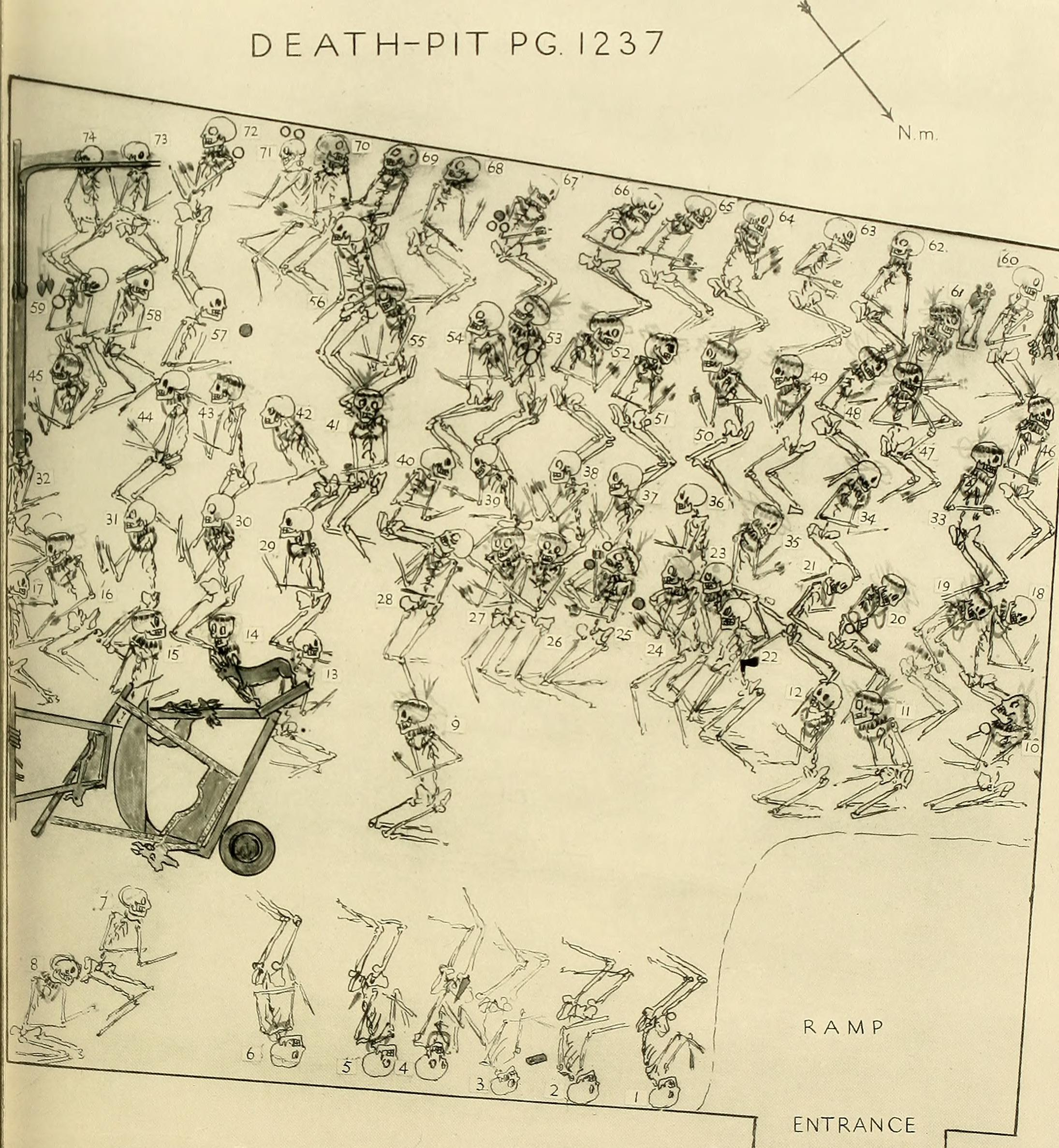
Grab PG 1237: Lageplan der 74 Gefolgebestatteten, an der Nordwestlichen Mauer liegen die sechs männlichen Skelette, die restlichen sind weiblich.

Das Grab PG 1237, von Woolley auch The Great Death Pit (Die große Todesgrube) genannt, bestand tatsächlich nur aus einer Grube. Woolley vermutete jedoch, dass einst eine Grabkammer existiert haben muss. Es wurden Kalksteinreste und viele Gold-, Karneol- und Lapislazuliperlen gefunden. Daher stellte er die Vermutung auf, dass die Grabkammer geplündert, und die Kammer selbst, aufgrund von Steinmangel in der Region, abgetragen wurde. Da das Grab jedoch ansonsten unberaubt aufgefunden wurde, ist es eher unwahrscheinlich, dass ausschließlich die Steine der Grabkammer geraubt wurden und die wertvollen Beigaben im Grab verblieben. Das Grab wird von Reade ohne einen konkreten Beleg dem König Mesannepada zugeschrieben und etwa zeitgleich mit PG 789 und PG 800 in die erste Dynastie von Ur verortet.
Im Nordosten der Grabanlage stand ein Opfertisch aus Lehm, unter welchem der tiefe aus Lehmziegeln gemauerte Grabschacht freigelegt wurde. Dieser war mit Lehm und Bauschutt gefüllt. Am Boden des Schachtes befand sich eine 8,5 m × 7,5 m große Fläche. Insgesamt lagen 74 Bestattete auf dieser Fläche, von welchen sechs männlich waren, die restlichen weiblich. Die Knochen waren allesamt in keinem guten Zustand. Die sehr reiche Ausstattung von Skelett Nr. 61 hat dazu geführt, dass dieses gelegentlich als die Hauptbestattung dieses Grabes angesprochen wurde. Aus der unterschiedlichen Interpretation dieses Skelettes ergibt sich die unterschiedliche Angabe zu den Gefolgebestatteten (73 oder 74) in diesem Grab.
Bei den sechs männlichen Skeletten wurden Äxte und Dolche gefunden, bei den weiblichen sehr viel Gold- und Silberschmuck, zum Beispiel Haarreife, Ringe und Ketten. Zudem wurden insgesamt etwa 50 Becher aus Stein oder Metall gefunden, Woolley schließt jedoch nicht aus, dass jeder der Toten einen Becher bei sich gehabt haben könnte.
Abgesehen von den Toten wurden in dem Grab weitere spektakuläre Funde gemacht: Neben zwei Statuen eines Ziegenbocks an einer Pflanze (von Woolley als ram in the thicket bezeichnet) wurden zwei mit Silberblech und eine mit Goldblech überzogene Leier sowie eine bronzene Statue gefunden. In der südwestlichen Ecke sind zudem Überreste eines Möbels entdeckt worden, welche Woolley als eine Art Baldachin interpretierte.

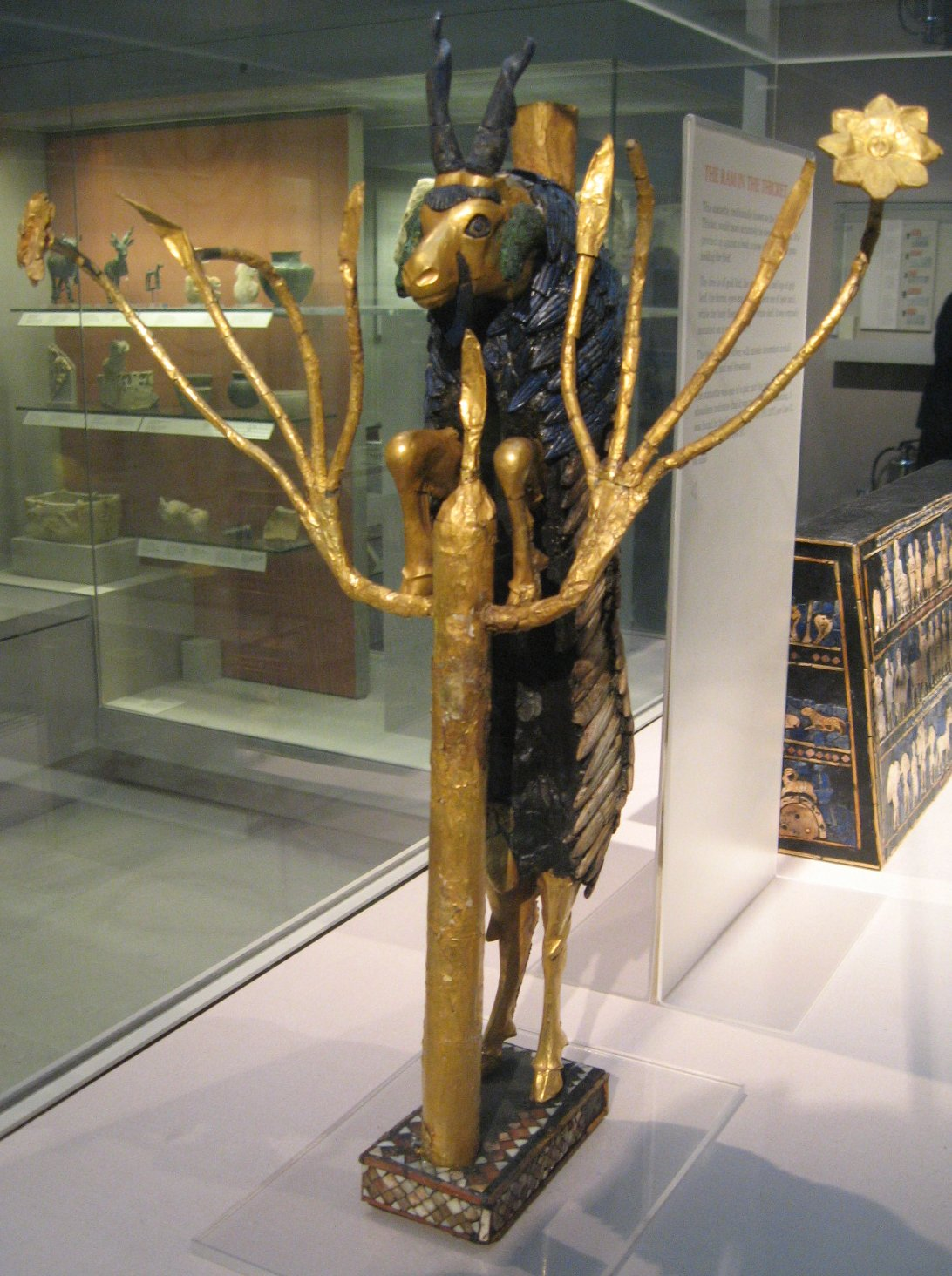
Ziegenbock an einer Pflanze: Kompositfigur aus Goldblech, Muscheln, Lapislazuli und Kalkstein auf einem Bitumenkern, PG 1237.
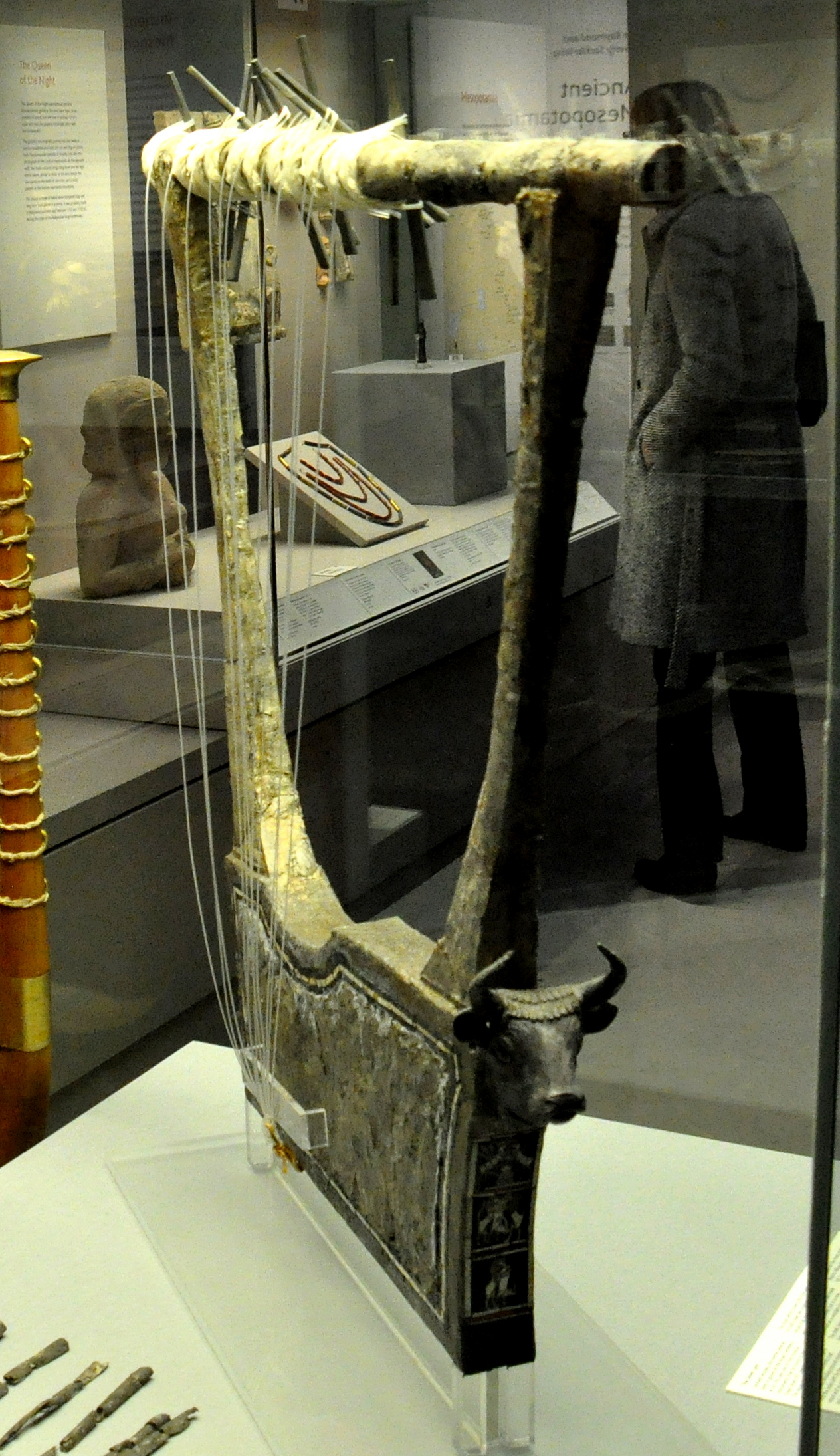
Leier mit Silberüberzug, PG 1237.
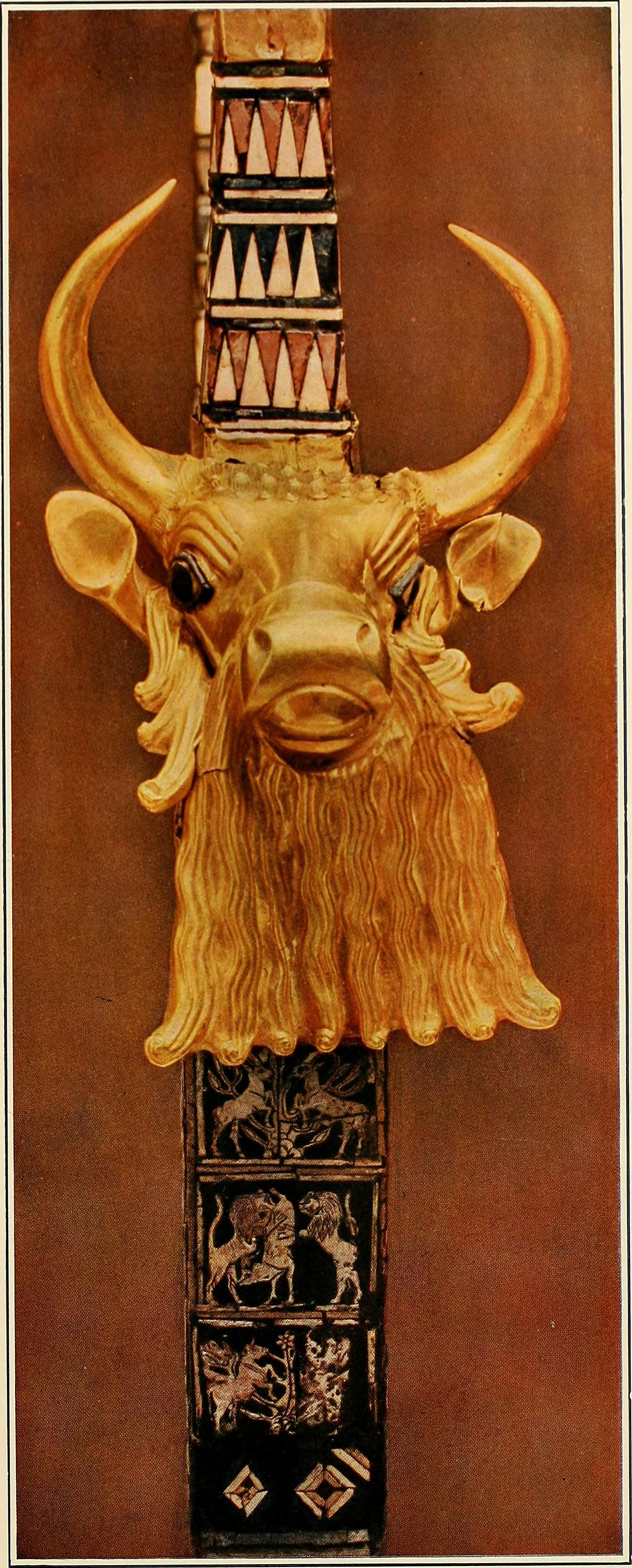
Goldener Stierkopf einer Leier, PG 1237.
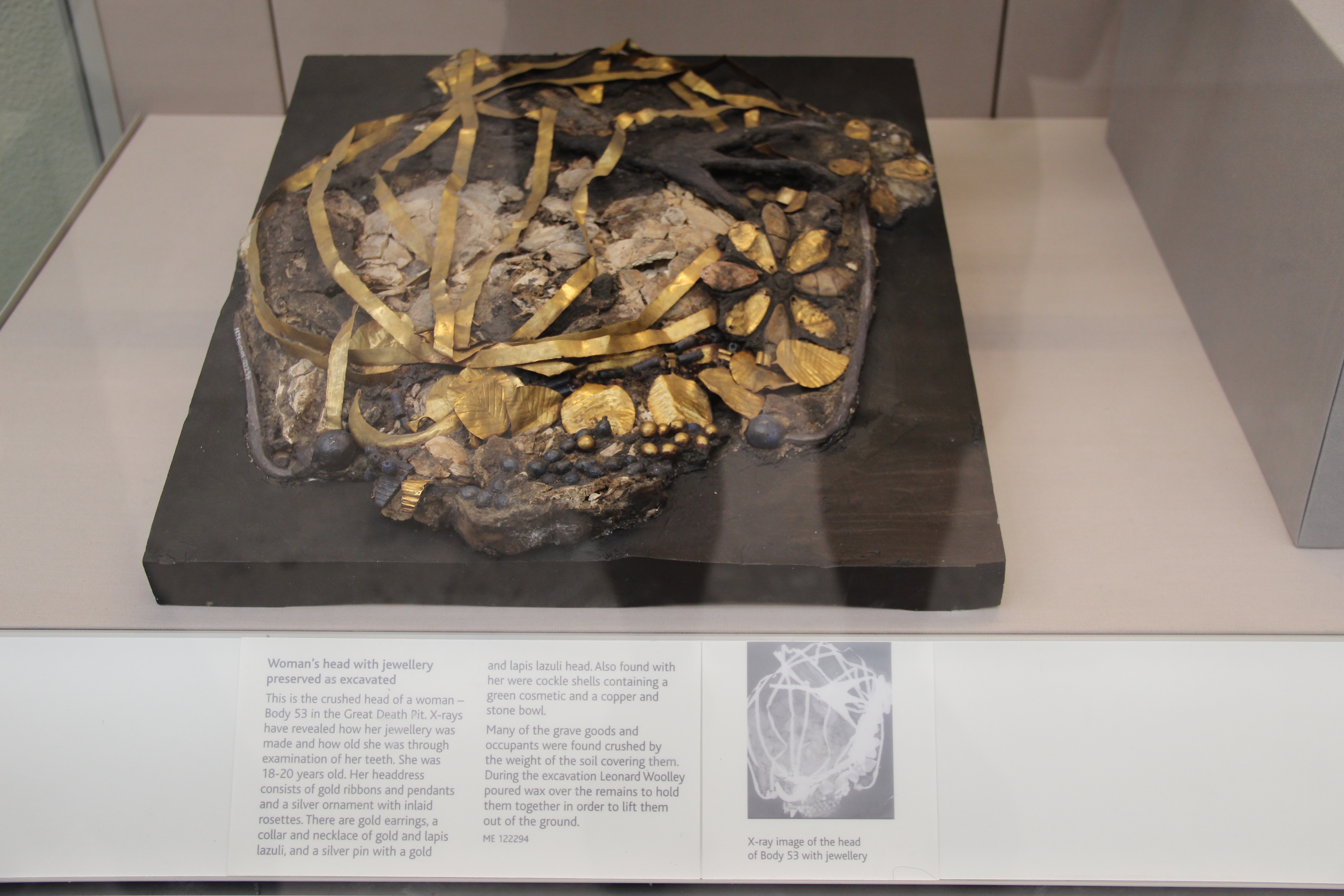
Frauenkopf mit Kopfschmuck, ausgestellt im British Museum.

## Königliches Spiel von Ur
Das Königliche Spiel von Ur bezeichnet ein Würfelbrettspiel, von welchem bei Ausgrabungen durch Woolley zwischen 1926 und 1932 mehrere Spielbretter gefunden wurden. Das Spiel war von kultureller und spiritueller Wichtigkeit für alle damaligen sozialen Schichten und verbreitete sich von Mesopotamian bis in die Levante und Ägypten. Die Regeln konnten durch Irving Finkel rekonstruiert werden und erinnern an Backgammon.